# Ferrocarril General Roca
El Ferrocarril General Roca (FCGR), llamado así en honor a Julio Argentino Roca, es uno de los ferrocarriles que componen la red ferroviaria argentina, el más extenso de la provincia de Buenos Aires. 
Fueron construidos por empresas británicas (como casi todos los de Argentina) y el actual nombre fue designado al nacionalizarse los ferrocarriles entre 1946 y 1948, conglomerando ramales antes pertenecientes a las empresas Ferrocarril del Sud, Buenos Aires a Ensenada, Bahía Blanca al Noroeste, Rosario a Puerto Belgrano y Ferrocarriles del Estado.
Desde ese momento fue operado en su totalidad por la pública Empresa de Ferrocarriles del Estado Argentino, que posteriormente adoptó el nombre de Ferrocarriles Argentinos.
Formado por ramales de trocha ancha y angosta, su vía principal parte de Constitución, en la Ciudad Autónoma de Buenos Aires y se dirige hacia el sur del país, atravesando: la Provincia de Buenos Aires, la Provincia de La Pampa, Neuquén y Río Negro. También existen líneas pertenecientes al Ferrocarril Roca en las provincias de Chubut y Santa Cruz.
Originalmente se prestaban servicios urbanos de pasajeros en los alrededores de la ciudad de Buenos Aires y hasta La Plata, interurbanos hacia y entre ciudades del interior del país, turísticos especiales hacia Mar del Plata, Miramar y San Carlos de Bariloche, y de cargas, especialmente en el área pampeana. En las líneas ubicadas en la Patagonia y aisladas de las líneas principales, existían servicios mixtos prestados con coches motores. Asimismo, entre Ingeniero Jacobacci y Esquel, en Chubut, corría el tren 1621-1622 la Trochita, con tracción a vapor y sobre trocha angosta de 75 centímetros.
Los servicios interurbanos fueron decayendo, lo que provocó el cierre y levantamiento de muchos ramales.
Con la reorganización y concesión de servicios ferroviarios llevada a cabo por el gobierno del entonces presidente Carlos Saúl Menem a principios de los años noventa, gran parte de los servicios interurbanos fueron cancelados, quedando algunos en territorio bonaerense a cargo de Ferrobaires, empresa perteneciente al Estado de la provincia de Buenos Aires, y otros en la provincia de Río Negro en manos de SEFEPA, propiedad de la provincia de Río Negro. Los servicios urbanos pasaron a ser operados por una nueva empresa estatal, Ferrocarriles Metropolitanos, para ser finalmente otorgados a Metropolitano, un conglomerado de transportes que también se adjudicó los servicios urbanos de las líneas San Martín y Belgrano Sur. Por su parte, el transporte de cargas fue concesionado a las empresas Ferroexpreso Pampeano y Ferrosur Roca. El gobierno de la provincia de Chubut comenzó a operar una parte de la traza de la Trochita bajo el nombre de «Viejo Expreso Patagónico».
Durante la gestión macrista en septiembre de 2017 el Ministerio de Transporte de la Nación anunció que llamaría  a licitación para la creación del tren de cargas entre Bahía Blanca y Vaca Muerta, un proyecto estimado en 530 millones de dólares que comprendería, desde el mantenimiento de tramos de vías ya existentes, a la creación de nuevas trazas y al cambio integral de otras. A junio de 2023, el proyecto nunca se ejecutó.

## Historia

### Origen

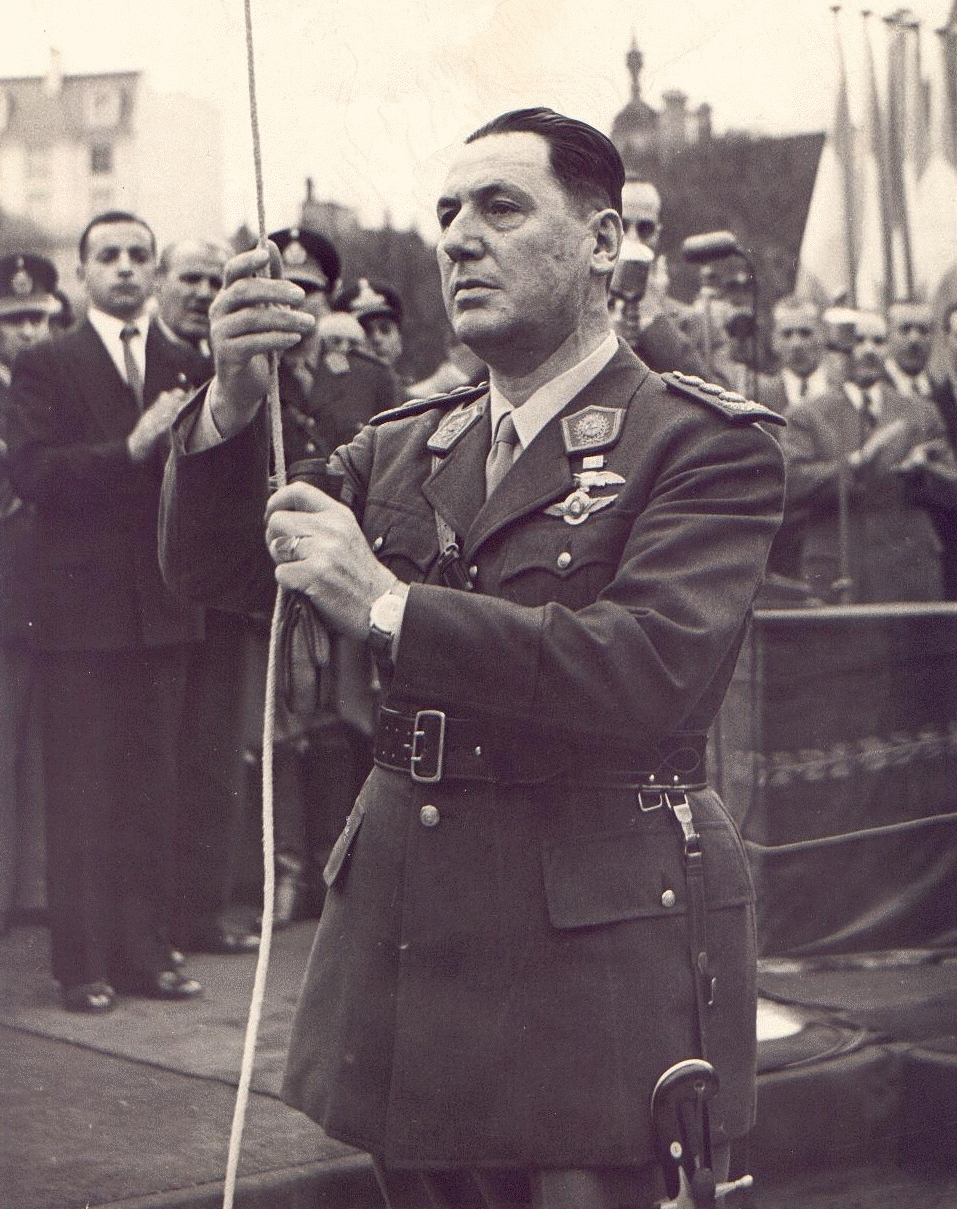
El Gral. Perón gobernó el país entre 1946 y 1955. Durante su gestión se produjeron gran parte de las «Nacionalizaciones».

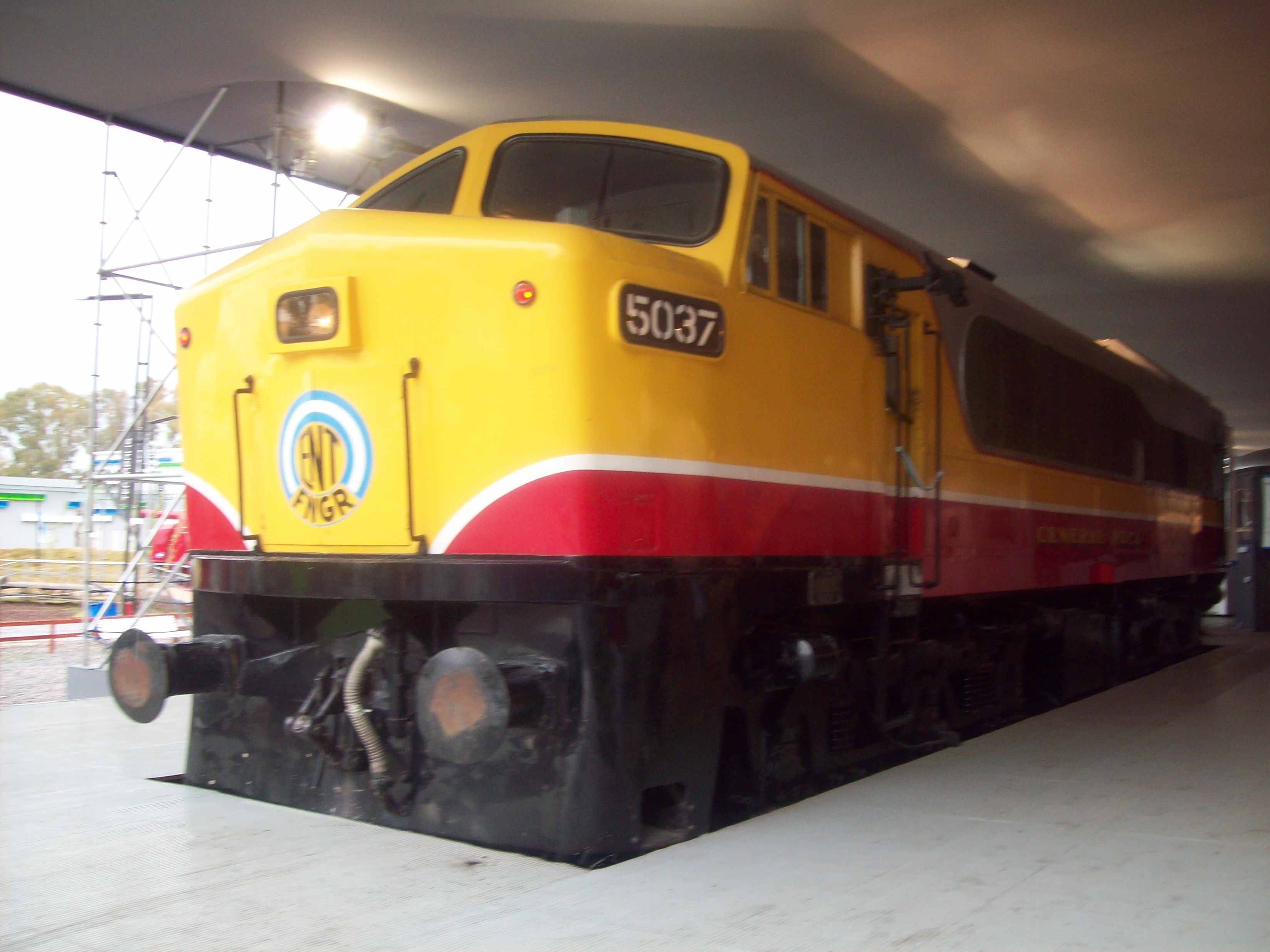
Locomotoras Baldwin, incorporadas al Ferrocarril Roca entre 1953 y 1954. Con el logo de la Empresa Nacional de Transportes (ENT).

El Ferrocarril General Roca, tiene su origen en el ex Ferrocarril del Sud. Dicha compañía había sido fundada por Edward Lumb en 1862 como la «Buenos Aires Great Southern Railway» (BAGS). Inicialmente comenzó a prestar servicios entre Plaza Constitución y Chascomús, pero luego extendería sus rieles hasta Mar del Plata, Tandíl, Bahía Blanca y Neuquén. Además, con el correr del tiempo compraría y arrendaría otros ferrocarriles.
La década de 1920 marcó el pico de prosperidad de la compañía. [cita requerida]Sin embargo, poco después comenzaron a sentirse los efectos negativos de la devaluación progresiva del Peso Moneda Nacional y el incremento de los costos laborales. Además la compañía comenzó a sufrir una creciente competencia por parte del transporte automotor.
Para los años 1940 la compañía era ya una gran empresa, probablemente la mayor de su tipo en el hemisferio sur, con 8149 km de vías mayormente de trocha ancha (1,676 m). Eso sin contar los cientos de estaciones y locomotoras; y los miles de vagones y empleados que la componían.[cita requerida]
Entre 1946 y 1948 todas las líneas férreas fueron estatizadas bajo la órbita de la Empresa de Ferrocarriles del Estado Argentino (EFEA, luego Ferrocarriles Argentinos).
El decreto del Poder Ejecutivo nacional n.º 32574/1948 de 21 de octubre de 1948 dispuso que a partir del 1 de enero de 1949 las líneas ferroviarias nacionalizadas llevaran los nombres de próceres o personajes ilustres del país que tuvieran algo que ver con la región servida por cada ferrocarril, por lo que el Ferrocarril del Sud fue renombrado como «Ferrocarril Nacional General Roca». En los fundamentos del decreto se expresa «que es deber del Gobierno de la Nación mantener vivo en el pueblo el culto a la memoria de los forjadores de la nacionalidad, como tributo de gratitud a sus patrióticos afanes y para fortalecer los sentimientos de solidaridad con nuestro pasado». Poco después se dispuso que al nuevo Ferrocarril Nacional General Roca se incorporaran a partir del 1 de enero de 1949 el Ferrocarril de San Antonio al Lago Nahuel Huapi y sus ramales de San Antonio Oeste a Patagones, de General Lorenzo Vintter a Coronel Francisco Sosa y de Ingeniero Jacobacci a Esquel (que pertenecían a los Ferrocarriles del Estado que el decreto n.º 32574/1948 renombró Ferrocarril Nacional General Belgrano). También se dispuso incorporar el tramo entre Bahía Blanca y Capitán Castro del ex-Ferrocarril Rosario a Puerto Belgrano, que el decreto n.º 32574 había incorporado al Ferrocarril Nacional General San Martín. Mientras que pasaron al Ferrocarril Nacional Domingo Faustino Sarmiento los ramales: Huinca Renancó-Darregueira, Maza-Cereales, Maza-Tres Lomas, Rivera-Salliqueló, Rivera-Doblas, Rivera-Carhué, Darregueira-Remecó, Guatraché-Alpachiri del Ferrocarril Bahía Blanca al Noroeste, y el ramal de Merlo a Empalme Lobos que perteneciera al Ferrocarril del Sud desde 1891.
La nacionalización de los ferrocarriles se incluían unas 25 000 propiedades británicas que aparecían como bienes indirectos y en los cuales se encontraban puertos como el de Bahía Blanca, empresas eléctricas, empresas de tranvías, de transportes automotores, hoteles, etc. Así fue como el 1.º de noviembre de 1947 se hizo efectiva la incorporación de las empresas francesas a los Ferrocarriles del Estado. Poco después, el 1 de marzo de 1948, el gobierno argentino tomó formal posesión de los ferrocarriles británicos, incluido el Ferrocarril de Sud.
En 1948, realizada la nacionalización, se rediagramaron muchos trenes a Mar del Plata, sin embargo todos estos servicios terminaban y arrancaban en la estación norte, luego de ser reformado se lo destinó como terminal de ómnibus por razones operativas para que la estación sur fuera clausurada: su ubicación estaba en pleno centro y poseía muchos pasos a nivel, lo que tornaba muy lenta la marcha entre las dos estaciones, aparte de cortar a la ciudad en dos.

## Nacionalización
Al nacionalizarse los ferrocarriles, no solo se incorporó al Estado Argentino el parque de locomotoras, vagones y vías, sino que se excluyeron miles de hectáreas productivas con pueblos incluidos. También se empezaron a transportar combustibles en los trenes en forma barata al pie de los centros industriales en formación, entre ellos fuel oil, gas oil y petróleo.

### Cambios en la Costa Atlántica
Fruto de la nacionalización comienzan los cambios en la red del nuevo Ferrocarril Nacional Gral. Roca. Muchos de ellos se dieron inicialmente en los ramales que se dirigían a la costa atlántica.
En el Partido de General Madariaga, que en ese entonces abarcaba también las localidades de Villa Gesell y Pinamar, el ex Ferrocarril del Sud poseía un ramal industrial hacia la costa, hasta la línea de médanos, en inmediaciones del actual Pinamar. Este ramal servía para facilitar la explotación de leña, de la cual el Ferrocarril del Sud era un importante consumidor. Este ramal surgía entre las estaciones Divisadero (General Madariaga) y Juancho. En 1943 se inaugura «Pinamar» como balneario turístico y dos años después la empresa Almar comienza a prestar servicios de ómnibus en la zona. Tras la nacionalización, el flamante Ferrocarril Nacional General Roca decide acondicionar dicho ramal industrial y prolongarlo 469 metros, más allá de la barrera de médanos hasta Pinamar, construyendo una estación que se habilitó el 27 de agosto de 1949 a la que llegaban coches motores desde General Madariaga.
En la zona del empalme Mar del Plata Sud se instaló un enlace componiendo un triángulo, que aunque estaba proyectado desde 1910, nunca se había hecho. Originalmente el triángulo estaba planeado para que los trenes que ingresaban a «Mar del Plata Sud» pudieran continuar luego a Miramar con las locomotoras 12L (Caprotti)
Nuevas modificaciones aparecieron en la zona de Mar del Plata entre 1954 y 1955. El «Segundo Plan Quinquenal» establecía la realización de algunas obras de reestructuración ferroviaria. Se modificó íntegramente la estación Norte agregándole más andenes (tenía solo uno hasta ese entonces) y también se construyó la estación «Mar del Plata Cargas» en el viejo sitio de la estación «Hipódromo»: hasta ese momento el tráfico de cargas se realizaba en la estación Mar del Plata Norte. El 17 de julio de 2015 volvió a funcionar el servicio entre Constitución y esta estación.

### El Marplatense

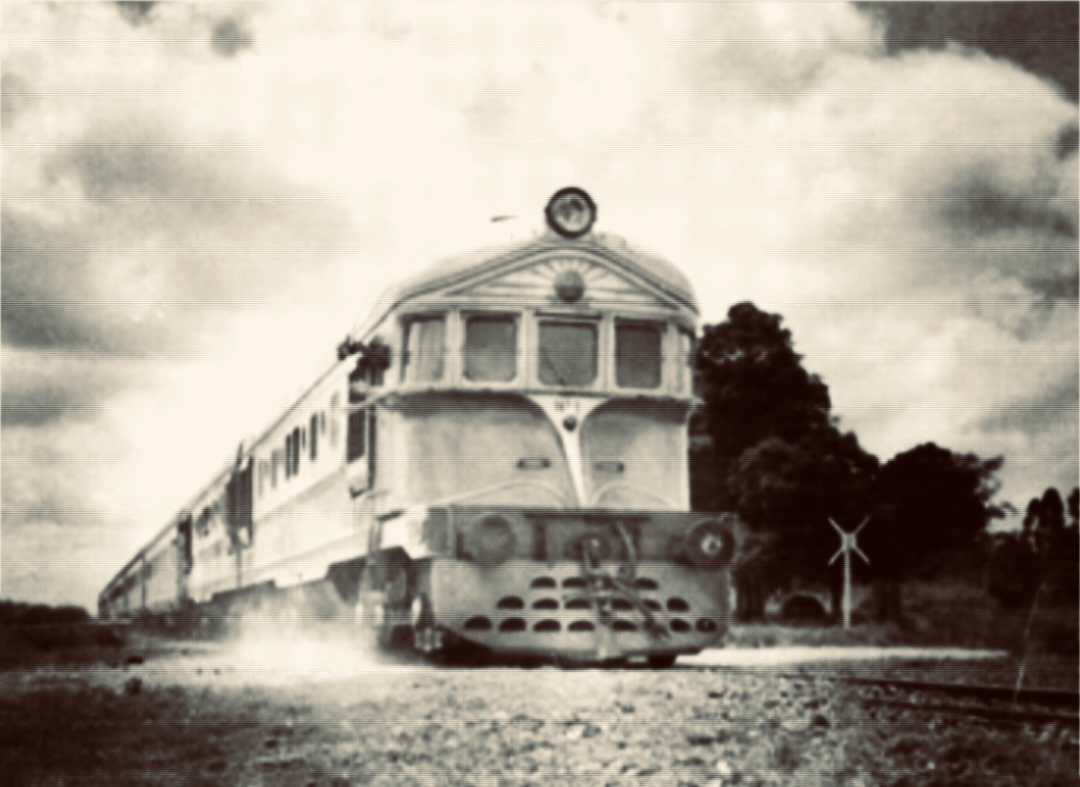
Locomotora CM1, Justicialista, con rumbo a Mar del Plata, 1952

Al momento de la nacionalización, los viajes de larga distancia se realizaban con los clásicos trenes de madera, con asientos o camarotes; recién a principios de los años ’50, hubo un comienzo de renovación que proporcionó un nuevo confort. La muestra más notable y promocionada de aquellos años fue el excelente convoy El Marplatense, cuya historia fue singular. Se trató de una serie de 12 vagones norteamericanos (dos formaciones de seis), construidos por la célebre empresa Budd & Co. El convoy era impecablemente plateado por el acero inoxidable acanalado que lo revestía y además su andar se jactaba de ser suave y silencioso. La causa principal, además del peso y la suspensión, era que todos los vagones estaban conectados entre sí por un fuelle especial que lo transformaba prácticamente, en un tren cerrado de punta a punta, donde el vidrio doble aislaba a los pasajeros y el aire acondicionado mantenía una agradable temperatura constante cualquiera fuera el clima externo.
Ese tren, con sillones, bares y restaurante a todo lujo, había sido diseñado especialmente para la enorme empresa norteamericana Chesapeake and Ohio y, hasta se le había designado una locomotora especial Baldwin, de turbina de vapor para alta velocidad con 6000 caballos de fuerza, ya que el proyecto original era hacerlos circular como un expreso de lujo entre Washington y Cincinnati (960 kilómetros). Sin embargo, ni bien se terminó su construcción, comenzó en Estados Unidos la cruel competencia con el avión, cuyo uso se había popularizado a partir del fin de la Segunda Guerra Mundial. Este nuevo contexto produjo que C.&O. abandonara abruptamente sus planes para incorporar nuevos trenes de gran confort.
A pesar de haber invertido más de siete millones de dólares, de aquella época, se decidió cancelarlo y los coches del tren especial The Chessie (nombre que debía llevar ese convoy) quedaron en vía muerta y sin destino por varios años, hasta que se los puso en venta, como si fueran de segunda mano, pero sin haber sido usados. La oferta era tentadora.
Finalmente, en 1951 la empresa Budd vendió el convoy completo a la Administración Nacional de Ferrocarriles de Argentina, como parte de un lote mayor (46 coches) que incluía coches observatorio, vista dome, comedores dobles, coches para familia, etc. Aparentemente el obvio propósito era ganar un mercado importante y colocar tiempo después nuevas unidades en los ferrocarriles de Argentina, que prometían renovar todos sus vagones de pasajeros de larga distancia.
Con ellos se armaron dos formaciones idénticas de seis unidades cada una compuestas por un salón con furgón (28 asientos), cuatro coches salones de lujo (36 asientos más 8 en sillones) y un coche cantina restaurante. Al ser originalmente de trocha media debieron ser desembarcados en el puerto de Buenos Aires sobre un ferry del Urquiza, que los depositó en tierra en el embarcadero de Zárate, desde donde fueron rodando hasta Intercambio Caseros para ser retrochados, y luego continuar viaje a Remedios de Escalada. Allí se modificaron sus bogies para adaptarlos a la trocha ancha y se les colocó paragolpes en un extremo a cuatro coches, mientras los demás conservaron los originales enganches a mandíbula. Inmediatamente, luego de efectuar viajes de prueba y promoción, se destinaron a un servicio de lujo a Mar del Plata que se denominaba «Expreso Super Pullman», ya que era lo mejor que el Roca podía ofrecer en materia de tracción. Se los insertó en el diagrama de manera que su servicio coincidiera con el almuerzo o la cena, en viajes que oscilaron entre las cuatro horas y media y cinco horas. Perón en persona habría sugerido que ese era el tren ideal para elevar el prestigio de Mar del Plata.
Paralelamente a lo innovador para nuestros ferrocarriles de su construcción en acero inoxidable, muchas fueron las novedades que presentaban:
•	Parlantes en los asientos
•	Puertas de accionamiento neumático
•	Iluminación fluorescente y luz individual en los asientos
•	Pisos alfombrados
•	Mesas individuales
•	Persianas venecianas regulables
•	Coches con sillones tipo salón para ocho personas
•	Baños espaciosos con agua fría y caliente
•	Asientos reclinables y giratorios.
En su viaje inaugural el convoy fue remolcado por una poderosa locomotora a vapor 12L «Caprotti» (tipo Pacific) incorporada en 1950. Posteriormente la tracción de El Marplatense se fue turnando entre las 12L «Caprotti» o las más veteranas 12E, ambas para trenes expresos y provistas de compresores de aire para el freno marca Westinghouse prestadas con este fin por el Ferrocarril Belgrano. A veces también era utilizada la diésel eléctrica heredada del Sud CM 210.
En 1952, se pusieron en servicio las gigantescas locomotoras nacionales FADEL N.º 1 y 2, construidas especialmente para este tren y que lo condujeron hasta mediados de los años 60 incluso en viajes de prueba a Bariloche y Mendoza, en este último caso sobre rieles del Ferrocarril San Martín.
Cincuenta años después de su puesta en servicio, los coches de «El Marplatense» siguieron siendo la mejor oferta de transporte a larga distancia que podían ofrecer los menguados ferrocarriles argentinos.

### La Justicialista

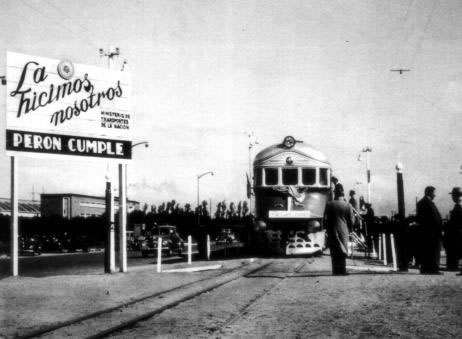
Presentación de la Locomotora «Justicialista», fabricada en el país en 1951.

La «Justicialista» fue una locomotora diésel-eléctrica construida íntegramente en los Talleres Ferroviarios de Liniers (Ferrocarril Sarmiento) por técnicos y obreros argentinos.
Después de un tiempo en exposición, la locomotora «Justicialista» fue inventariada con la sigla CMI. En verano de 1952/53 cubrió el corredor Constitución - Mar del Plata, arrastrando el convoy «El Marplatense», recorriendo los 400 kilómetros del trayecto en 3 horas 45 minutos con un total mensual de 20.000 kilómetros. Con los mismos resultados hizo viajes a Bariloche en 22 horas 10 minutos, y a Mendoza en 11 horas y 40 minutos, alcanzando una velocidad promedio de 145 a 150 kilómetros horarios.
El buen rendimiento de la locomotora «Justicialista» y la necesidad de encarar la renovación del material rodante hizo que el Estado proyectara la fabricación en serie de locomotoras diésel-eléctricas. FADEL (Fábrica Argentina de Locomotoras) inició sus actividades en 1952 como entidad dependiente de la E.N.T. (Empresa Nacional de Transportes) y durante el transcurso de ese año se terminó la construcción de la locomotora 2, gemela de la «Justicialista» y denominada «Argentina».
En la fábrica se desempeñaban aproximadamente 100 obreros y ocupaba el galpón 35, secciones U16 al 22 inclusive, de los Talleres Liniers del F.N.D.F Sarmiento. Entre 1952 y 1955 se firmaron convenios con proveedores internacionales y se compraron materiales contemplando la fabricación de 610 locomotoras diésel-eléctricas. Mientras tanto, se gestionaba la transferencia a los Talleres del Ferrocarril Gral. San Martín en Mendoza.

### El Viaducto Sarandí
En la década de 1940, la gran cantidad de servicios ferroviarios que circulaban por el partido de Avellaneda dificultaban el tráfico vehicular y peatonal. A los servicios comunes de pasajeros, había que agregar los trenes de carga y los especiales. Se debían cerrar las barreras 304 veces al día. Ante esta situación surge el proyecto de crear una obra monumental: el «Viaducto Sarandí». El proyecto consistía en levantar el nivel de las vías y dejar las calles libres al tránsito. La obra, requirió la expropiación de una fracción de 25 metros al oeste del curso que tenían las vías antiguamente. También se reconstruyó la Estación Sarandí, a alto nivel, con andén central. El costo aproximado fue de 30 millones de pesos. A su inauguración, el 4 de junio de 1953, asistieron el presidente Juan Domingo Perón, el gobernador de la Provincia de Buenos Aires Carlos Aloe, Ministros, Legisladores Nacionales y Provinciales, el Intendente Municipal de Avellaneda Don José L. García, Dirigentes Gremiales y Políticos del Movimiento Peronista, y Jefes y Oficiales de las Fuerzas Armadas.
En la oportunidad se descubrió una placa que decía:
«Viaducto Presidente Perón»
obra de peronistas fue realizado por el gobierno del excelentísimo señor presidente de la Nación Argentina General Juan Perón
.
La obra, de dos kilómetros de extensión, demandó seis años de trabajo y una inversión de 30 millones de pesos. sesenta años después se inauguró allí un monumento.

### Ampliación de los Servicios
El Ferrocarril Nacional General Roca, heredó el material rodante de su antecesor, el ex Ferrocarril del Sud, que en el mejor de los casos con 30 años de antigüedad comenzaba a ser obsoleto, por ello y para mantener el servicio e incluso intentar mejorarlo, la administración estatal se abocó a la corrida de algunos trenes expresos capaces de circular a velocidades nunca antes empleadas.
A partir del sábado 18 de diciembre de 1948 todos los sábados y martes corría un tren expreso a Mar del Plata regresando a Plaza Constitución los días domingos y miércoles, observando un horario de 4,5 h, traccionado por la locomotora diésel eléctrica CM 210 (ex FCS) y llevando un furgón de madera con cojinetes a rodillo, modificado especialmente y 6 coches también de madera, semi pulman, con capacidad para 96 pasajeros cada uno. Este tren siguió corriendo durante la temporada de verano y muchas veces traccionado por locomotoras a vapor clase 12 D (ex FCS). De ida y vuelta estaban numerados 13 y 14 respectivamente.
Mar del Plata no era la única privilegiada en la corrida de trenes al Atlántico, ya que Necochea mostraba un tráfico muy importante en la temporada de 1949: «...se han establecido diez trenes de pasajeros por semana, cuatro nocturnos y seis diurnos. Los nocturnos corren por vía Chas, lo mismo que tres diurnos rápidos que emplean 8 horas y 35 minutos en todo el viaje. Los otros tres diurnos corren por vía Tandil y San Manuel, durando el viaje 12 h 10 min. En los rápidos los asientos son numerados. (...) Se tiene entendido que para el próximo invierno serán restablecidos en esta línea los siete trenes nocturnos, o sea uno por día, toda vez que al terminar el verano declina la necesidad de coches dormitorio en otras líneas.»
Con los dos trenes diésel que pertenecieran al ex FC de San Antonio a Nahuel Huapí (coches motores Ganz) se instauró, un servicio expreso, entre Plaza Constitución y Bahía Blanca, sin paradas intermedias. El viaje inaugural, realizado el 1.º de junio de 1949, partió de Buenos Aires a las 13,30 llegando a Bahía Blanca, a las 19,37 recorriendo los 640,3 km que separan ambas estaciones, vía Cañuelas, Las Flores, Olavarría y Pringles, en 6 h 7 min, a 106,7 km/h, de promedio.
A partir del 6 de junio, este tren partía los días lunes, desde Plaza Constitución, a las 13,00, llegando a Bahía Blanca a las 20,00, regresando a partir del día 9, los jueves, con horario de salida 6,40 y llegada a Buenos Aires a las 13,40 corriendo y en 7 h de viaje, de ida o vuelta.
El 25 de octubre de 1950 se anunció la corrida de un tren diésel, dos veces por semana, cubriendo el trayecto entre Plaza Constitución y Necochea en 6 h 20 min. Durante esa década la estación Necochea funcionaba a pleno. En enero de 1951, entra en vigencia este servicio, con los coches motores Ganz. Finalmente, en febrero de 1954, se ve a estas unidades haciendo un servicio entre Rosario y Mar del Plata, vía Pergamino, Luján, Haedo y Temperley, en 10 horas y 50 minutos.
La llegada y puesta en servicio en los primeros años de la década del 50 de los coches metálicos neerlandeses, las locomotoras diésel eléctricas Baldwin y la formación de coches de acero inoxidable con que se formó «El Marplatense» modernizó y mejoró en términos generales el servicio de trenes al interior pero la gran migración poblacional que se produjo desde los pequeños poblados hacia las grandes ciudades, especialmente a las del conurbano bonaerense y sumado a ello el desarrollo de la red caminera que mejoró las prestaciones del servicio automotor. Ese mismo año comenzó la renovación de 3020 kilómetros de vías férreas del ramal Roca. En 1951 se inaugura el tramo entre Guido y Madariaga, junto con la apertura del ramal a Pinamar desde el Empalme Kilómetro 324.
En los años 1950 se incorporan nuevos coches metálicos, ahora fabricados en el país por Materfer y nuevas locomotoras diésel General Motors permitieron al ferrocarril diagramar trenes expresos en los que volvía a ser un placer viajar. Para los destinos no turísticos o turísticos en temporada, los coches motores Fiat, también de fabricación nacional ofrecían una opción más que valedera.

### Los Ferrocarriles Patagónicos

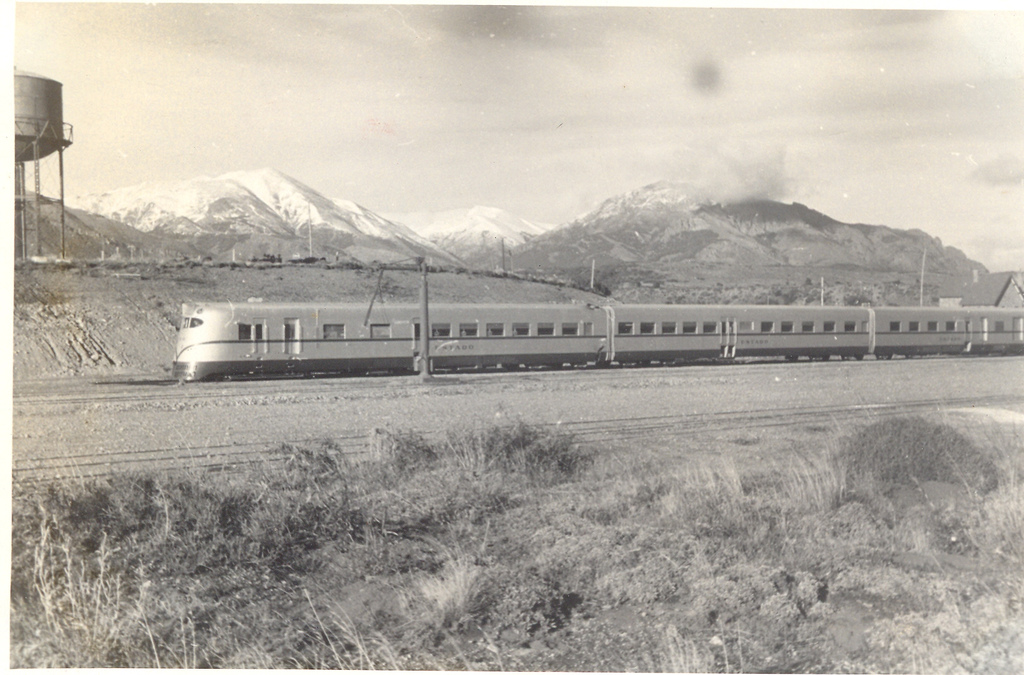
Tren de Ferrocarriles del Estado llegando a Bariloche en los años 1940.

Con la nacionalización de los ferrocarriles, las líneas estatales patagónicas pasaron a conformar el flamante Ferrocarril Nacional Patagónico, efectivo el 1 de enero de 1949. El 1 de mayo de 1949, se transfiere al Ferrocarril Nacional Gral. Roca la línea de Viedma a San Antonio Oeste y Bariloche y los ramales de trocha angosta de Gral. Vintter a Gral. Conesa y de Ing. Jacobacci a Esquel del Ferrocarril Nacional Patagónico y el resto de esta red fue finalmente transferida en el año 1956, desapareciendo desde entonces la administración de los Ferrocarriles Patagónicos. Con la nacionalización, la red del Ferrocarril Nacional Roca incorporó la línea al sur de Darregueira hasta Toay que pertenecía al ex Ferrocarril Bahía Blanca al Noroeste y la sección sur del ex Ferrocarril de Rosario a Puerto Belgrano que iba desde Capitán Castro hasta Bahía Blanca, sección de 422,4 kilómetros. Por su parte, el ramal de Merlo a Empalme Lobos, fue transferido al Ferrocarril Nacional Sarmiento (ex Ferrocarril Oeste). El Ferrocarril Nacional Roca también recibe la línea de Viedma a San Antonio y Bariloche y los ramales de trocha angosta de Vintter a Conesa y Jacobacci a Esquel del Ferrocarril Nacional Patagónico y el resto de esta red. El balance hasta 1949 el tráfico de cargas y pasajeros es totalmente favorable con datos que van en aumento hasta 1948, cuando supo transportar 434.052 pasajeros y 45.969 toneladas de cargas, el ferrocarril siguió dando batalla y recibió coches motor, un vagón frigorífico, 13 vagones jaula para ganadería para cargas perecederas de Sarmiento, se mejoraron estaciones, se habilitó galpón para coches motor y viviendas para empleados. Estas medidas lograron agilizar y abaratar sus servicios a principios de los años cincuenta; hasta estos años el ferrocarril no registro accidentes. Por último la cantidad de kilómetros recorridos en esta línea totalizó para 1949 en 430. Para marzo de 1950 empiezan a funcionar los coche motor para economizar y agilizar el transporte de pasajeros en la zona de influencia de Comodoro y luego en toda la línea. Estos nuevos vehículos arribaron a mediados de 1949 y fueron puestos en funcionamiento un año después.
En 1945 es inaugurado el nuevo ramal de 10 km de longitud desde Las Chapas en la línea de Puerto Madryn al oeste. Este ramal tenía como objetivo servir al Dique Florentino Ameghino, cerca de 1500 toneladas por mes de cemento llegaban desde Comodoro Rivadavia por vapor y tren. Además había dos estaciones provisorias para los dos campamentos de obreros. En 1945 se abre el nuevo ramal Jacobacci-Esquel.
Poco después, en 1950 se extendió el servicio de pasajeros de «La Trochita» hasta el pueblo de Esquel que, al igual que el servicio cargas (habilitado en 1945), funcionaba en combinación con el ramal de trocha ancha que comunicaba la zona con Ingeniero Jacobacci - San Antonio Oeste – Viedma - Carmen de Patagones - Bahía Blanca - Buenos Aires. Los pasajeros llegaban a Ingeniero Jacobacci, donde abordaban un vagón dormitorio del ramal de trocha ancha, que luego se enganchaba al tren que circulaba desde San Carlos de Bariloche con dirección rumbo al Atlántico. Paralelamente el Estado incorpora locomotoras diésel y planea la construcción de una línea de trocha ancha desde Puerto Madryn hasta Sierra Grande y finalmente su conexión con el F.C. General Roca en San Antonio (Oeste). Este plan no se logró llevar a cabo, pero se decide la construcción del dique Florentino Ameghino que mantuvo activa la línea de Puerto Madryn hasta el fin de las obras.
El transporte de pasajeros de esta línea tuvo un gran desarrollo desde 1948 cuando se registraban 40.236 hasta 1949 cuando se movilizaron 197.936 pasajeros. El aumento llegó en 1954 cuando se movilizaron 161.805.
En 1947 se inició la construcción del ramal ferroviario entre Río Turbio y Río Gallegos. La descarga de los materiales comenzó en mayo de 1950 y debió hacerse sobre la misma playa de Río Gallegos, ya que en ese entonces la ciudad aún no tenía puerto. Debido al clima patagónico, todas las obras debieron hacerse durante los meses de octubre a abril.

En el año 1951, el gobierno de Juan Domingo Perón puso en producción las minas 1, 2 y 3, cuyo carbón sería transportado hasta la costa atlántica por el recién inaugurado ferrocarril Río Turbio - Río Gallegos.
El 24 de mayo de 1951, el gobierno de Juan Domingo Perón procedió a la inauguración del Ramal Ferro Industrial "Eva Perón" (luego Ramal Ferro-Industrial Río Turbio), y se construyó un muelle de madera provisorio con sus instalaciones mecánicas, que fue ampliado y mejorado. Las obras concluyeron en 1956.

## Cierre de Ramales: Plan Larkin

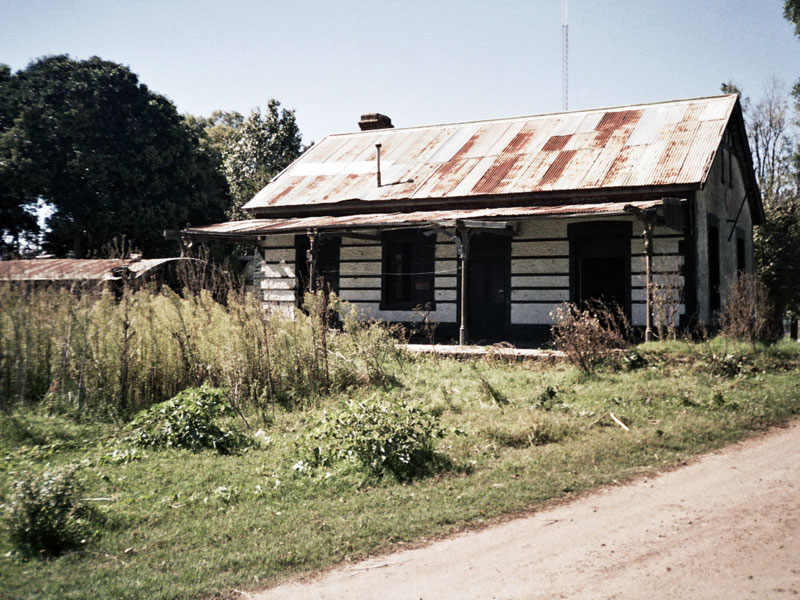
Estación Udaquiola (abandonada), en el Partido de Ayacucho (Prov. de Buenos Aires).

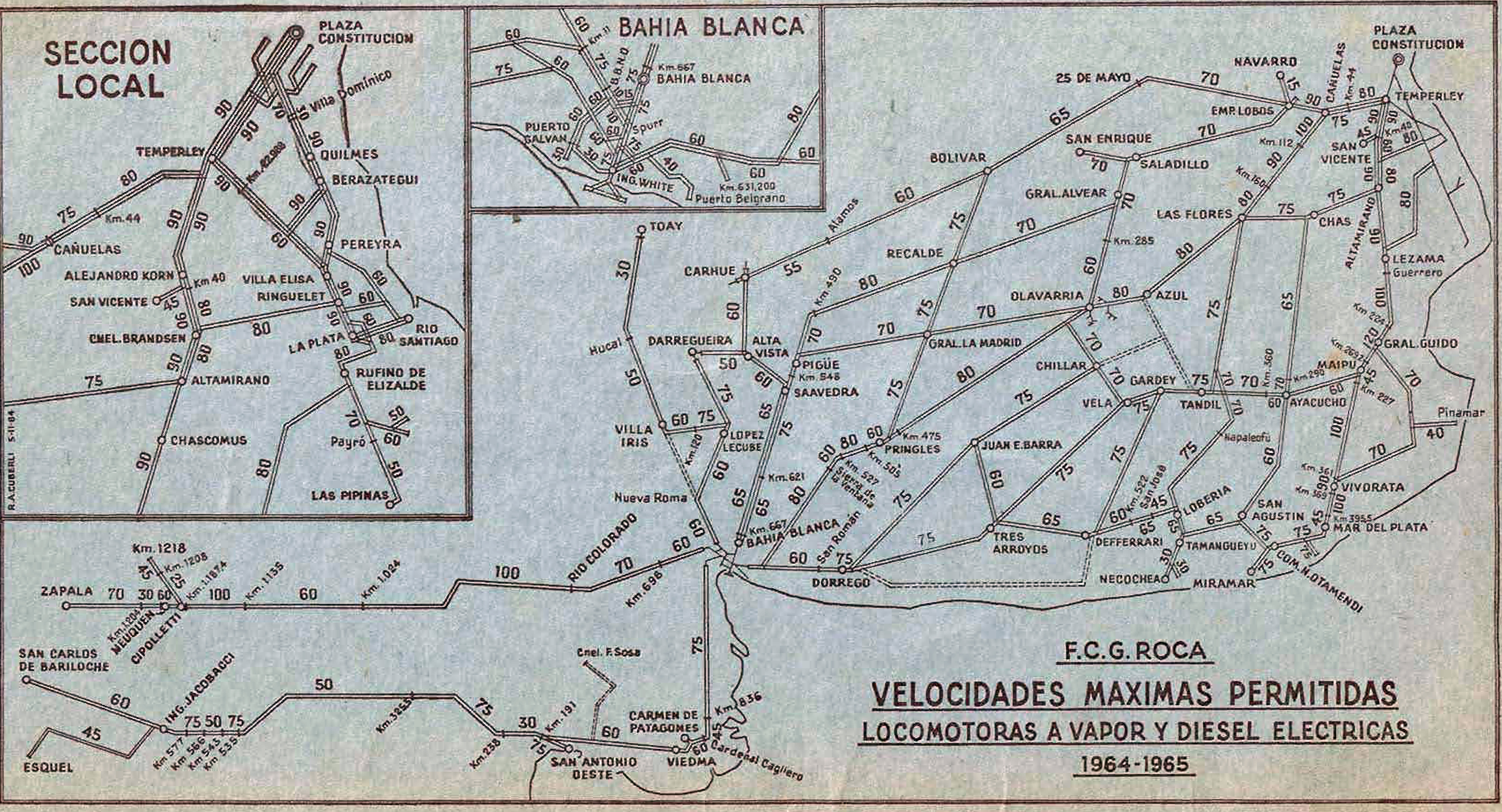
El ferrocarril General Roca en 1964 con ramales clausurados tras la aplicación parcial del plan Larkin. Los mismos se mostraron punteados.

Hasta 1959 la red ferroviaria nacional se mantuvo en los 44.000 kilómetros, pero a partir de ese año en el marco del Plan Larkin comenzó una política de desmantelamiento: cierre de ramales, levantamiento de vías, clausura de estaciones, cierre de talleres, supresión de los servicios y disminución del personal, las medidas aplicadas habían sido recomendadas en el plan de largo plazo de 1958, precedida de un estudio preliminar, lo que llevó a una reducción del 32,4%.
Se clausuraron varios ramales en el interior de la Provincia de Buenos Aires, entre ellos toda la línea del ex FC Rosario a Puerto Belgrano, también se clausuraron y levantaron la vía de Nueva Roma a Villa Iris, de Chas a Ayacucho, de Azul a Empalme Cerro Chato en Tandil, de Arroyo de los Huesos a Chillar, de Empalme La Barrancosa a San Enrique, de Alfredo Fortabat (desvío Cacique) a Defferrari y de esta a Dorrego pasando por Copetonas. Las vías del ex FCBBNO no tuvieron mejor suerte, ya que en diciembre de 1961, se recomienda el levantamiento del ramal de 170 kilómetros entre Toay y Hucal. Esto fue parte del Plan «Larkin». En enero de 1962, se suspendieron los servicios de trenes generales en la estación Bahía Blanca Noroeste, que tenían como terminales a Toay, Huinca Renancó, y Mendoza, en lo sucesivo los trenes saldrían de Bahía Blanca Sud. Meses después se anuncia la clausura de la estación Necochea del Ferrocarril Roca. Esta decisión fue resistida por autoridades y fuerzas vivas de la ciudad, que se movilizaron para obtener la revisión de la medida, pero todo fue inútil.
El denominado Plan Larkin contemplaba abandonar el 32 % de las vías férreas existentes, el despido de 70 000 empleados ferroviarios, la reducción a chatarra de todas las locomotoras a vapor, al igual que 70 000 vagones y 3000 coches. Varios ramales que sufrieron clausura aunque no su levantamiento: Empalme Piedra Echada a Toay, Chillar a Indio Rico, Barrow a Juan E. Barra, Rufino de Elizalde a Las Pipinas y Empalme Pinamar a Vivoratá. Se autoriza a Ferrocarriles Argentinos para clausurar el ramal Toay - Hucal. El servicio a Pinamar por baja rentabilidad. y poco después se levantan las vías del ramal, como así también las de los desvíos, al año siguiente se clausura el ramal de Guido a Vivoratá.
Otros ramales tenían su origen en La Plata y pasaban por las estaciones de Circunvalación y Rufino de Elizalde, a partir de aquí un ramal se desprendía para alcanzar la vía principal del FCS a la altura de Lezama, mientras seguía por Arana, Ignacio Correas, Bavio y, tras una nueva bifurcación, una línea iba a Arditi, Empalme y Magdalena, y la otra llegaba a Pipinas pasando previamente el apeadero “km 92”, Roberto Payró, el apeadero “km 103”, y las localidades de Vieytes, Álvarez Jonte, Las Tahonas, Verónica, Monte Veloz y Pipinas (Ramal ferroviario La Plata-Las Pipinas-Magdalena-Atalaya). Se trataba de barrios y pueblos que se habían formado alrededor de la red ferroviaria, siendo esta su motor de desarrollo económico, social y cultural. Luego de la desaparición del servicio ferroviario la mayoría de las casas cercanas a las viejas estaciones fueron abandonadas, desaparecieron las fuentes de empleo y los costos de transporte aumentaron notoriamente. A pesar de la importancia social que esto implicaba, se procede al cierre de la línea La Plata - Las Pipinas.
Respecto al Ferrocarril patagónico, en 1960 se comenzaron a anunciar fechas de clausura y en 1968 se efectuó el levantamiento de rieles. Las vías y gran parte del equipo estuvieron completos hasta 1964, cuando se propuso reinaugurar la línea, pero la propuesta cesó finalmente a causa de un incendio que se produjo una noche en el galpón de coches pasajeros en Trelew que quemó totalmente unas quince unidades. Entre 1969 y 1974 se levantaron las vías, quedando únicamente la porción ubicada en el túnel de Gaiman.
Con respecto al ramal de Comodoro Rivadavia a Rada Tilly, la clausura definitiva se produjo el 20 de agosto de 1958 y las vías fueron levantadas, teniendo poco registro en la memoria histórica su estación Rada Tilly. 
En 1961 se decidió cerrar a la Línea Económica al Valle del Río Negro el ramal Ferrocarril Central del Chubut la estación Puerto Madryn fue destinada a terminal de Ómnibus. Al momento del cierre trabajaban en este ferrocarril 300 empleados en años posteriores sería levantado. La situación de las otras dos líneas patagónicas también era muy deprimente se intentaron clausurar así los ferrocarril Patagónico de Puerto Deseado a Las Heras y ferrocarril de Comodoro Rivadavia a Colonia Sarmiento. No obstante, lograron sobrevivir unos años más.

## Dictadura Militar (1976-1983)

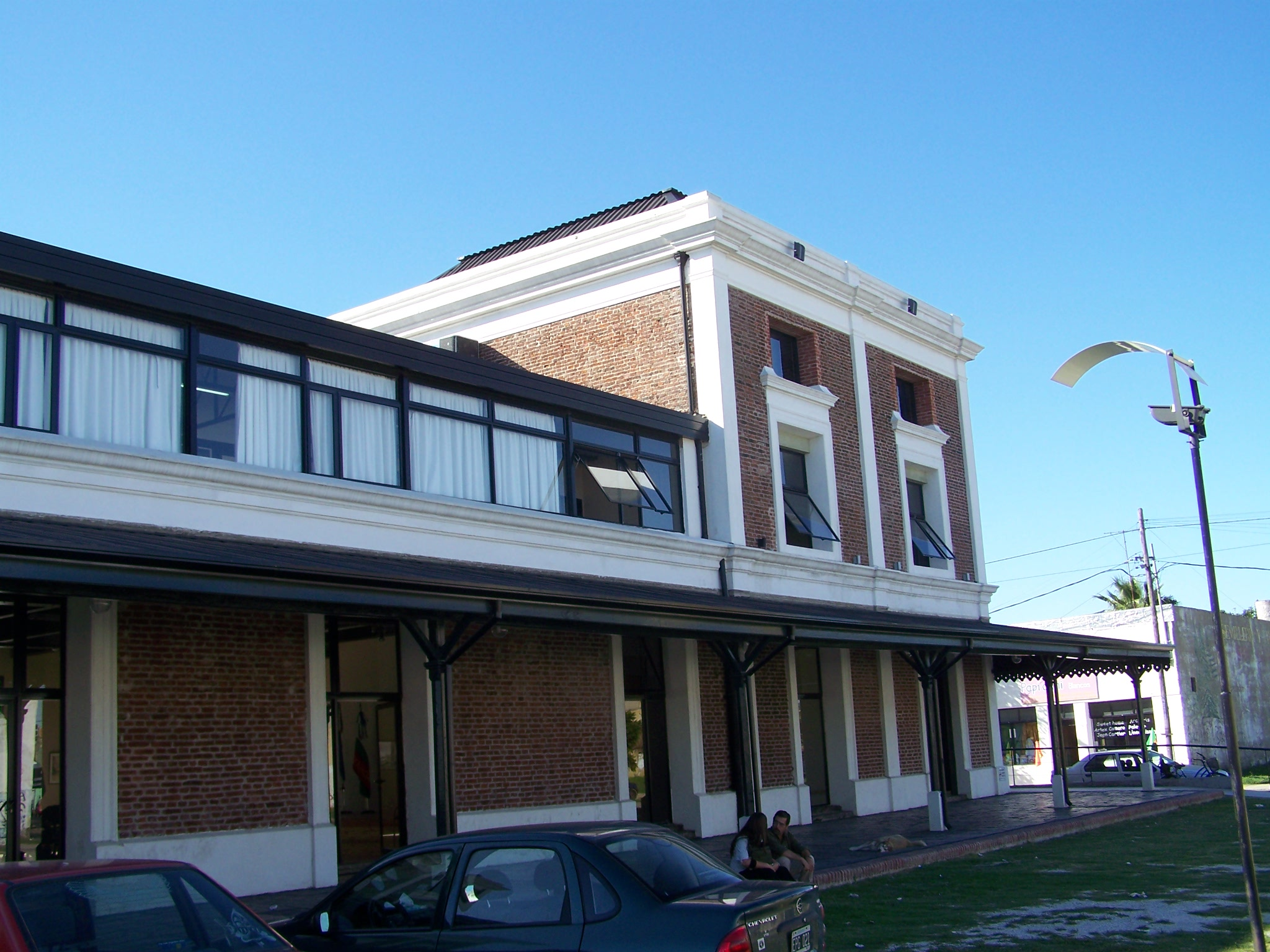
Ex Estación Ensenada, clausurada y abandonada desde 1978 hasta 2005, cuando se reiniciaron los trabajos de reciclaje.

En 1976, luego de haberse suprimido casi 3.000 km, la extensión de la red ferroviaria bajó a 41.463 kilómetros. Es en ese momento cuando comenzó a gestarse otro duro golpe para el sistema ferroviario: la supresión de 6.300 km de vías, el cierre de talleres, la supresión del 50% de los servicios de pasajeros y eliminación del 40% del personal. Ello provocó una gran crisis que tornó más ineficiente el transporte por ferrocarril. Paralelo al proceso de desindustrialización que afectaba a muchas zonas del país, entre ellas al conglomerado de La Plata en 1978 se decidió desactivar varios ramales de la zona como el de Pereyra–Punta Lara–Ensenada que databa de 1872 o como los que partiendo de La Plata alcanzaban Magdalena, Atalaya, Las Pipinas y Lezama (clausurado en 1977).
Apenas se clausuró el servicio ferroviario del primer ramal, paralelamente, las vías fueron levantadas y del patio de maniobras sobrevivió solamente una mesa giratoria que en su momento se utilizaba para dar vuelta locomotoras.
Para enero de 1978 se cierran las líneas patagónicas de Comodoro Rivadavia y la de Puerto Deseado. Quedando en Chubut solo activa La Trochita y en Santa Cruz el ramal Ferro industrial Eva Perón.
Para 1980 el Ferrocarril General Roca contaba con 6.827 km. Ese año, según los estudios existentes, se aconsejaba racionalizar 14.055 km de la red nacional y levantar, por ser «comercialmente no convenientes», otros 9.878, lo que hace un total de 23.923 kilómetros. Del Ferrocarril Roca se eliminaron otros 5.264 km.
La gran inundación de 1980 destruyó el puente Ezcurra, que unía la zona portuaria de Necochea y Quequén, con lo que el apeadero dejó de ser una ventaja. Esta crecida se llevó también al puente ferroviario. Dos años después, en 1982 se la clausura el ramal que unía la estación Mar del Plata Cargas con el puerto de la ciudad. Durante décadas la línea de Puerto Deseado continuó dando batalla.

## Electrificación de los Servicios Metropolitanos

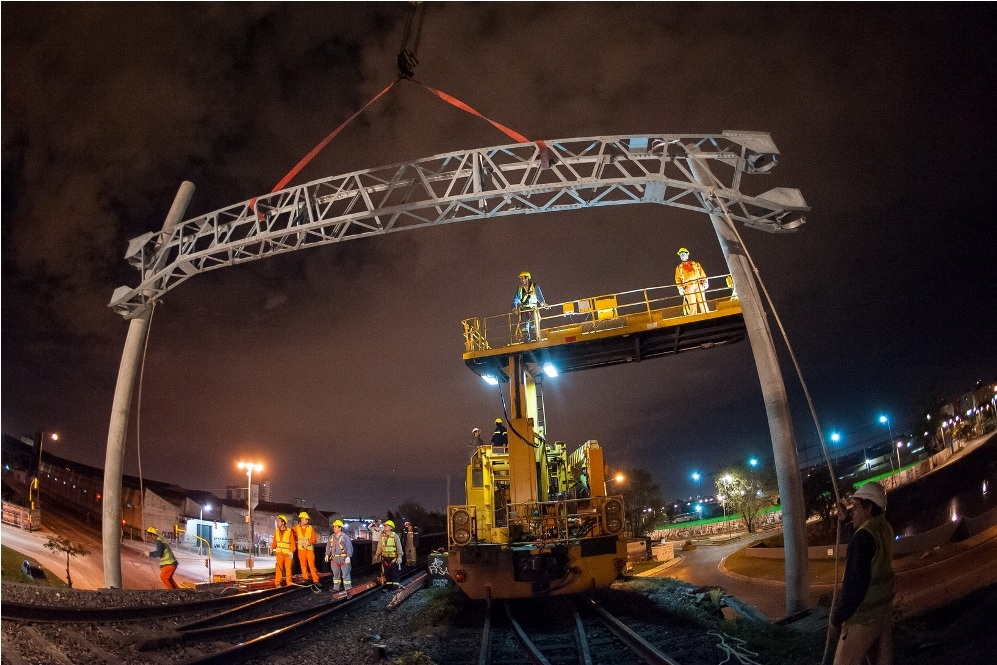
Obras de electrificación de la Línea en 2014.

En 1983 se realiza la electrificación entre Plaza Constitución y Temperley, que luego se extendería a Ezeiza, bajo cooperación tecnológica japonesa. Sin embargo, en los estudios previos se hizo evidente que durante las obras, el servicio sería un caos. En 2015 con un presupuesto de 500 millones de dólares, los trabajos que se ejecutaron comprendieron el montado de cañerías, cables de media y alta tensión y electrificación de los mismos.
Por otra parte, se incorporaron a la línea Roca unos 300 coches eléctricos 0km, y se ejecutarán trabajos de modernización de estaciones, construcción de viaductos y pasos bajo nivel. Estas obras permiten que los trenes circulen con mayor velocidad y seguridad; y que esa línea vuelva a ser la columna vertebral que articule la movilidad de toda la zona sur del gran Buenos Aires. El servicio eléctrico hasta la estación Claypole fue inaugurado el 18 de mayo de 2004. A 2016 el servicio eléctrico llega hasta la estación de Berazategui En 2013 el gobierno de aquel entonces otorgá US$ 300 millones para los trabajos de la renovación y electrificación del servicio ferroviario de pasajeros del Ramal Plaza Constitución-La Plata (52,6 km) del Ferrocarril Roca.
Los gobiernos de Argentina y Japón, representados entonces por la empresa Ferrocarriles Argentinos y la Agencia de Cooperación Internacional del Japón (JICA), firmaron en 1985 un Convenio de Cooperación Técnica de cinco años de duración, creando el Centro Nacional de Capacitación Ferroviaria (CENACAF). El edificio de la estación Burzaco siguió siendo el original aunque muy modificado, sobrevivió así a varias ampliaciones e incluso a la electrificación, aunque perdió su fisonomía original. [cita requerida]Dentro de la sección urbana, junto a Alejandro Korn, fue uno de los dos que conservó ladrillos en paredes de la primera etapa constructiva del Ferrocarril Sud.
Fruto de la electrificación el servicio mejora considerablemente y con ello comienza a aumentar la cantidad de pasajeros en la sección urbana.

## La Estación Constitución

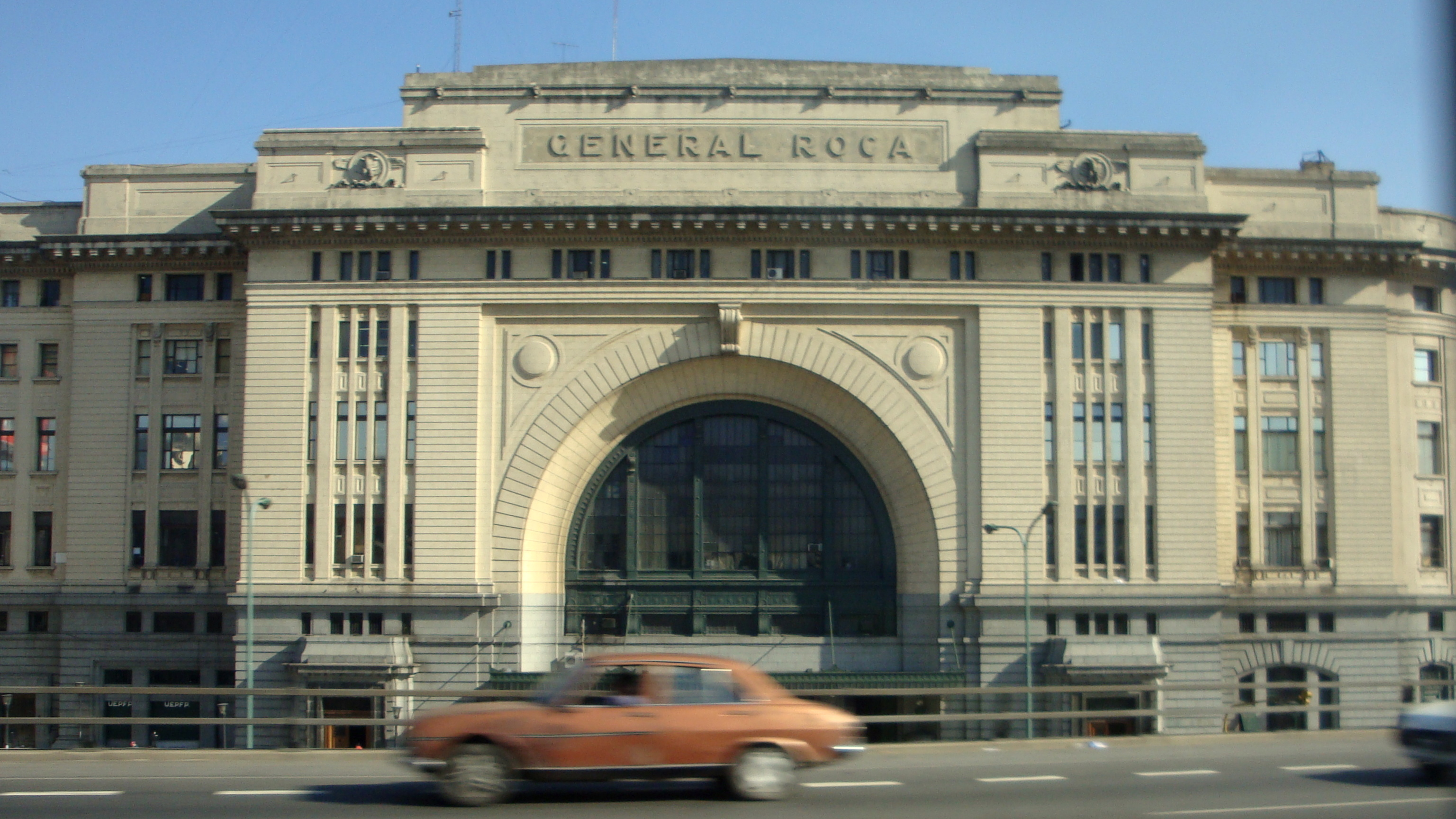
Vista lateral actual de la Estación Plaza Constitución.

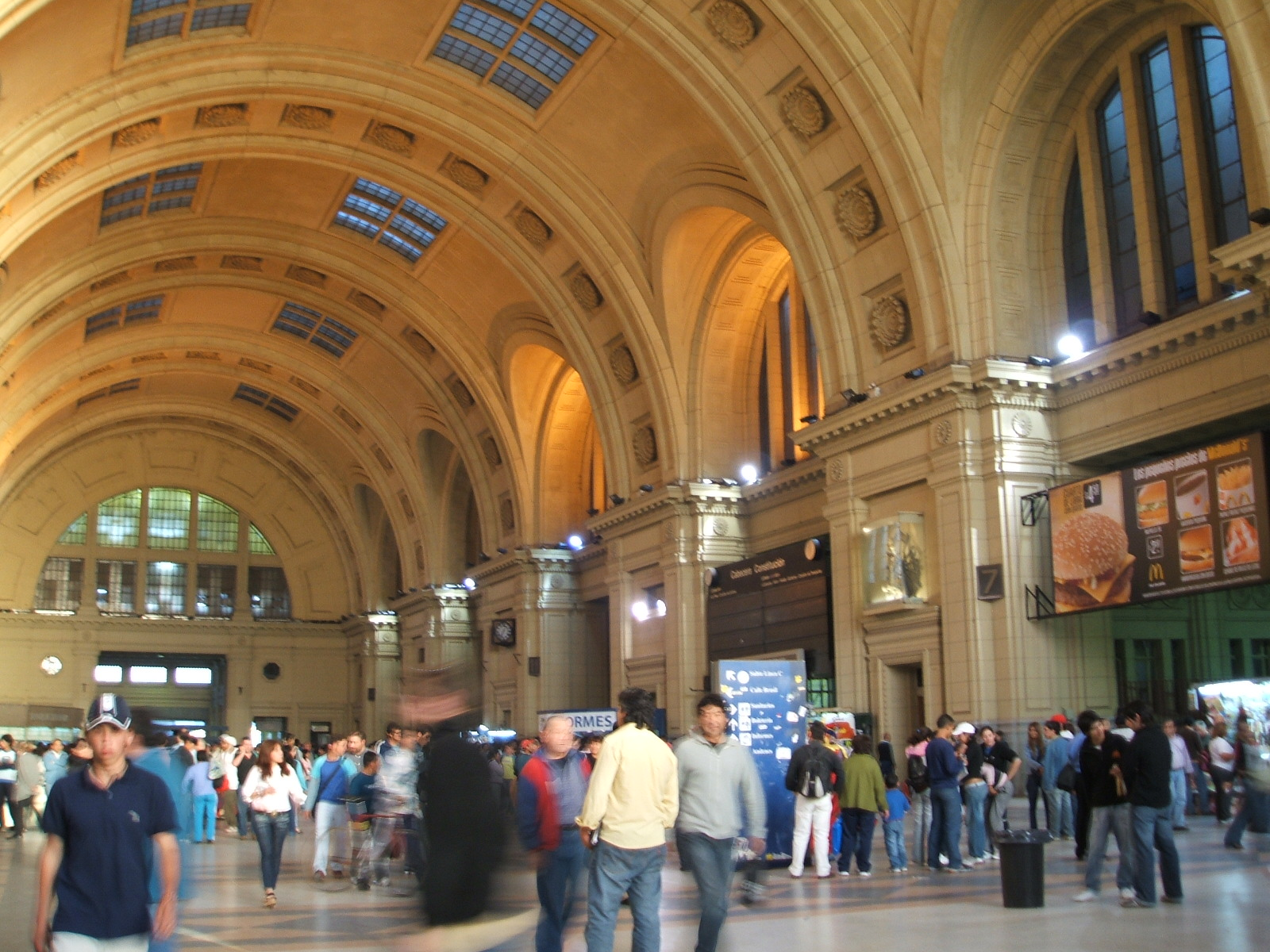
Vista del interior de la Estación Plaza Constitución.

En 1948 la nacionalización de los ferrocarriles encontró a la estación Plaza Constitución abarrotada de pasajeros y trenes, pero cumpliendo dignamente su condición de estación terminal.
Constitución, al igual que Retiro (ex F.C.C.A.), poseían lujosos coches restaurantes instalados por los británicos desde mucho tiempo antes de la estatización de los ferrocarriles. Estos coches-restaurante proponían al recién llegado un suculento desayuno o un almuerzo, según la hora. Los mismos siguieron funcionando después de la nacionalización del ferrocarril. Todos estos establecimientos contaban con salones comedor de la belle époque, cubiertos por boiserie y servidos con vajilla de plata y de porcelana. En la década de 1950 se construyó un edificio anexo de nueve pisos, sobre la calle Paracas, que obligó a eliminar la vía de la plataforma N 1.
A principios de la década del ´80, debido a las obras para la electrificación de la vía a Temperley en Plaza Constitución las obras se basaron en adaptar las plataformas 2 a 6 para los nuevos trenes, elevando los andenes y cortando por la mitad el puente peatonal que impedía el paso de la catenaria. Por su magnitud, la estación terminal de Constitución, junto con las de Retiro, Once y Federico Lacroze quedaron bajo la órbita del Ente Nacional de Administración de Bienes Ferroviarios (E.N.A.B.I.E.F.) (Hoy Trenes Argentinos Infraestructura) en lo que se referido a los halls.
En 2005 durante el gobierno de Néstor Kirchner, se llevó a cabo la restauración de la estación. Se produjo la incorporación de nuevas escaleras mecánicas, ascensores, un sistemas de seguridad y 1500 metros cuadrados más de construcción, la remodelación del hall central de la terminal de trenes; la construcción de un núcleo de circulación peatonal centralizado, que permite un tránsito de pasajeros confortable y seguro; un entrepiso gastronómico, y un subsuelo con cien locales comerciales.

## Reorganización y Privatización

### Introducción
La situación de los Ferrocarriles Argentinos para principios de los 90 no difería del de otras empresas públicas.[cita requerida]
En virtud del Decreto No 520/91 se creó una nueva empresa como desmembración de Ferrocarriles Argentinos, denominada FE.ME.S.A. o Ferrocarriles Metropolitanos S.A., que comenzaría a dedicarse a la administración, operación y racionalización de servicios en el área metropolitana de Buenos Aires. Ferrocarriles Argentinos, por su parte, continuaba a cargo del transporte de cargas (cuya privatización ya se estaba gestando) y pasajeros en los tramos de mediana y larga distancia, aunque el Decreto No 1168/92 ya propiciaba el traspaso de este último servicio a las provincias.

### Servicio de Cargas
El servicio de cargas del Ferrocarril Roca fue transferido a la empresa Ferrosur Roca S.A.. Sus operaciones comenzaron a partir de 1993 y la empresa contaba con 51 locomotoras, casi 5000 vagones y 3.342 km de vías. En el grupo empresario participaban Loma Negra, Acindar y el Banco Francés.
El principal producto transportado por Ferrosur era el cemento, desde Olavarría y Tandil, para abastecer al mercado de Buenos Aires.
El cemento y el transporte de minerales y piedras constituyeron la actividad central, llegando a las 120.000 tn transportadas por mes. Las posibilidades de ampliación podrían darse por el lado del transporte de productos petroquímicos desde Neuquén y la extensión de las líneas para el transporte de la producción frutihortícola del Valle del Río Negro.

### Servicio de Pasajeros Metropolitanos

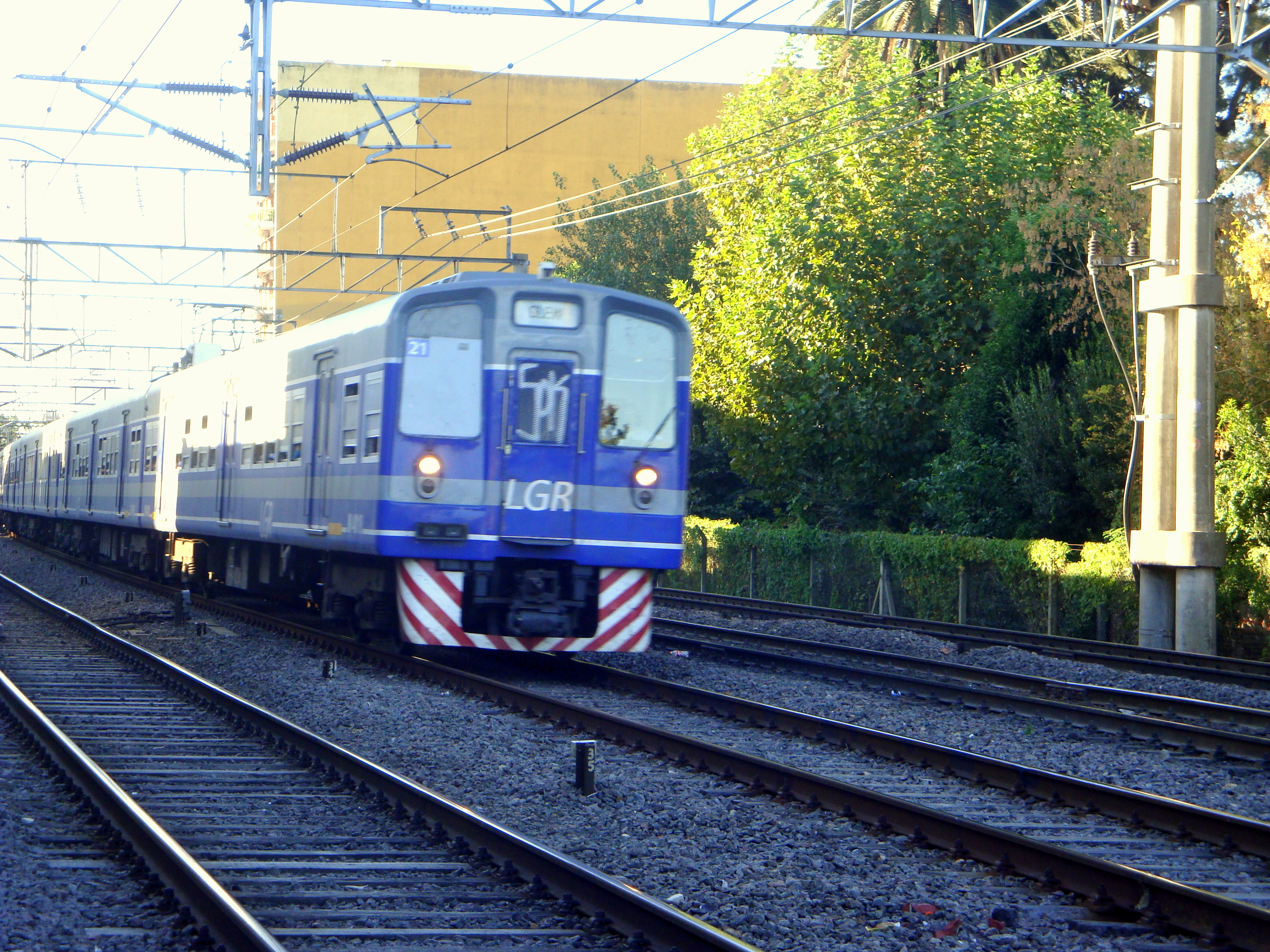
Ferrocarril eléctrico de la sección metropolitana.

En 30 años se habían perdido 275 millones de pasajeros. En 1960 se transportaban 539 millones de personas, mientras que para 1990 solo se transportó 264 millones. [cita requerida]Una vasta campaña publicitaria en los medios radiales, televisivos y escritos, fomentando el traspaso a manos particulares. El éxito de las apelaciones propagandísticas convenció al público en general que esto se solucionaría con la privatización.Con las primeras clausuras decretadas por el Gobierno en 1990, numerosas localidades del país quedaron aisladas.
Durante la década de los 90 las mejoras se vieron prontamente modificadas para peor con el correr de los años. Entre enero de 1994 y fines de junio de 1995, la red de FE.ME.S.A. se concedió totalmente al capital privado. En 1994 el grupo empresario Metropolitano S.A. se hizo cargo de las líneas urbanas Roca, de la San Martín y del Belgrano Sur. Esta empresa estuvo inicialmente integrada por la constructora Ormas y un consorcio transportista de colectivos, llamado Trainmet. En 1999 la empresa pasó a manos del grupo Taselli y el contrato de concesión fue renegociado. Miles de usuarios seguían padeciendo día a día, cancelaciones, atrasos y suspensiones del servicio. Mientras tanto se producía una drástica reducción del personal, haciendo uso de las opciones de retiro voluntario o la reinstalación del personal.
En 2001 se desencadenó la crisis económica y se profundizaron los actos de vandalismo, todo esto sumado a la difícil situación de la empresa TMR provocó una baja sensible en la calidad del servicio que percibían los pasajeros.
El de mayo de 2007 un tren quedó varado a la entrada de Constitución y la operadora suspendió todos los servicios del tren eléctrico a Glew y Ezeiza. Los usuarios, destrozaron e incendiaron las boleterías.

### Servicios Interurbanos en la década del 80
Antes de la privatización, la Red del Roca de Servicios Interurbanos era quizás la más activa al incluir el servicio Constitución - Mar del Plata, además de otros trenes por el centro y sur de la Provincia de Buenos Aires, más los servicios a Neuquén y Río Negro.
El servicio Constitución - Mar del Plata lo componían hasta una docena de trenes en temporada de verano. Durante todo el año corrían los trenes "Golondrina" (matutino), "El Atlántico" (vespertino) y "Cruz del Sur" (nocturno), más un servicio de mejor calidad, el clásico "El Marplatense", y el mixto de carga y pasajeros, con paradas en todas las estaciones.
En el verano se agregaban los matutinos "Costa Sur" (que seguía viaje a Miramar) y "Stella Maris", el vespertino "Neptuno" y los nocturnos "Lobo de Mar" y "Cabo Corrientes", más otros trenes como "El Torreón" y "El Delfín", que corría sólo los domingos.
Había un tren diario a Tandil, un servicio tres veces por semana a Quequén (Tren "Brisas del Mar") por vía Rauch y Tandil, y también el Tren a Tres Arroyos.
Los servicios a Bahía Blanca (× vía Lamadrid), Neuquén y Zapala, lo cubría el tren diario "Estrella del Valle". A Bariloche, también por vía Bahía Blanca, iba el tren "Lagos del Sur", dos veces por semana, más un servicio semanal de alta calidad llamado "Los Arrayanes".
El servicio entre Constitución, Azul, Olavarria y Bahía Blanca (× vía Pringles) lo cubría también el Tren nocturno "El Bahiense".
La red del Roca la completaban los trenes de Constitución a 25 de mayo, Bolívar y Daireaux, por un lado; más Saladillo y General Alvear, por el otro, que corrían juntos hasta Empalme Lobos.
A diferencia de lo ocurrido en las otras líneas ferroviarias en 1993, la mayoría de los ramales del Roca fueron absorbidos por Ferrobaires, y continuaron corriendo, aunque en menor calidad y cantidad.
El servicio a Neuquén desapareció en 1993 junto con La Trochita, pero el de Bariloche existió hasta 1996, luego se convirtió en un tren provincial entre Viedma y Bariloche.
El tren a Bahía Blanca siguió corriendo en forma diaria, y también los servicios a Tandil y Quequén. El primero se discontinuo por algunos años (hoy está suspendido desde 2016 pero con un plan avanzado de reactivación) y el segundo existió hasta 2003.
Los servicios a Mar del Plata en forma razonable hasta el 2001, pero luego fueron perdiendo en cantidad y calidad, y estuvo descontinuado en algunos períodos de la década de 2010, aunque por renovación y reparación de las vías, con nuevo material rodante hoy está en funcionamiento pero limitado a un servicio diario.

## SigloXXI

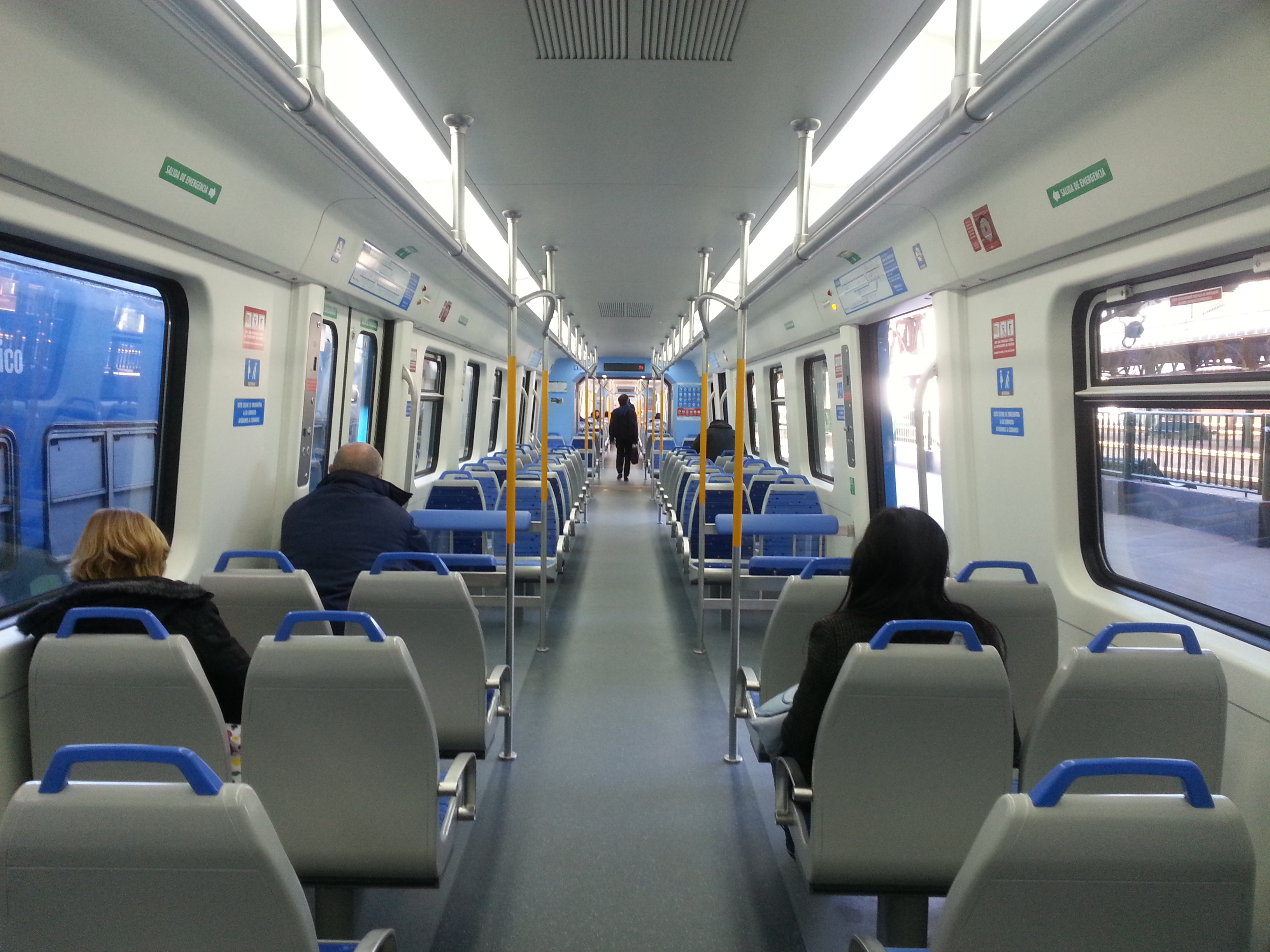
Interior de un coche, a pocos días de entrado en servicio en 2015

El 22 de mayo de 2007 el gobierno nacional rescindió la concesión de la empresa Metropolitano S.A. a través de un decreto. en vista a las reiteradas multas por mala prestación del servicio y presunta desidia en el mantenimiento del material rodante y tractivo operado por la empresa. A partir de allí, la operación del servicio metropolitano de pasajeros quedó a cargo de la Unidad de Gestión Operativa Ferroviaria de Emergencia (UGOFE), integrada por el Estado y los otros tres concesionarios de ferrocarriles de pasajeros: TBA (Grupo Plaza), Metrovías (Grupo Roggio) y Ferrovías (Grupo Emepa).
El nuevo gobierno encabezado por Néstor Kirchner inició en 2003 una reestructuración de los servicios de pasajeros interurbanos, donde las concesiones pasarían a ser otorgadas o administradas directamente por la nación y no a través de las provincias. El primer paso se dio en Córdoba, donde la administración provincial quitó la concesión a la empresa FEMED para el Ramal Rosario - Córdoba del Ferrocarril Mitre (FGBM) y se lo entregó a la Nación para que licitara nuevamente la prestación del servicio, la cual fue entregada a la empresa Ferrocentral, que poco después extendió sus prestaciones hasta Retiro. Esta estrategia se repitió en Tucumán y en Corrientes, donde las provincias quitaron las concesiones a las empresas privadas que venían operando los servicios y dieron de baja los convenios que habían firmado con la Nación en los años 1990. A esto se sumó la rehabilitación en 2003 de los trenes rápidos entre Plaza Constitución y La Plata y la puesta en marcha de los llamados Trenes Regionales al sur de la Provincia de Buenos Aires.
En el año 2007, el gobierno nacional apuntó a recuperar la operación de los ferrocarriles interurbanos controlados por la provincia de Buenos Aires a través de Ferrobaires. A cambio del traspaso, el Gobierno Nacional mejoraría la red y construiría, entre otras obras, un tren rápido a Mar del Plata. En febrero de 2008 se reorganiza la actividad ferroviaria creando dos Sociedades del Estado, la Administración de Infraestructuras Ferroviarias (ADIF) y la Operadora Ferroviaria (SOFSE). Con esta incorporación ahora volvía a ser el Estado el encargado de operar los ferrocarriles a través de SOFSE.
El servicio de Ferrobaires fue extendido hasta Pinamar en 1996 y en 2003 se habilitaron los ramales a Daireaux y a Carmen de Patagones.
La provincia de Río Negro, por su parte, creó en 2004 SE.FE.PA. (Servicios Ferroviarios Patagónicos) empresa que asumió la responsabilidad de hacer circular trenes de pasajeros en su territorio, principalmente la línea de Viedma a Bariloche, e incluso algún día llegar a extender los servicios hasta Plaza Constitución.La obra en el ramal Constitución-La Plata consistió en montar estas catenarias y tender cables de media y alta tensión a lo largo de 52,6 kilómetros de vía doble.
Hacia 2011 se inaugura con la presencia de la presidenta Cristina Fernández de Kirchner, la terminal de trenes y ómnibus de Mar del Plata, en el mismo predio de la vieja estación, con capacidad de un máximo de 1200 micros y once formaciones ferroviarias por día, con un movimiento mensual de más de 2 millones de pasajeros, la estación está ubicada entre la Avenida Luro, posee superficie de más de 75 mil metros cuadrados. La obra ferroviaria requirió una inversión de $ 117 millones de pesos.
Como había ocurrido en la línea San Martín, el Estado se convertía en el empleador, haciéndose cargo de los sueldos de la ex concesionaria. Los 3200 agentes del Roca y los 840 del Belgrano Sur pasaron a la órbita del Ferrocarril Belgrano S.A., el organismo residual creado por el Estado en 1999 al privatizar el Belgrano Cargas.
La primera etapa la electrificación del tramo entre Constitución-Quilmes, una obra que estuvo paralizada durante 42 años y que está pautado que llegue hasta la cabecera de La Plata a fines de marzo. Por otra parte, se incorporaron a la línea Roca unos 300 coches eléctricos 0km, y se ejecutarán trabajos de modernización de estaciones, construcción de viaductos y pasos de bajo nivel. Estas obras permitirán que los trenes circulen con mayor velocidad y seguridad; y que esa línea vuelva a ser la columna vertebral que articule la movilidad de toda la zona sur del gran Buenos Aires. Con un presupuesto de 500 millones de dólares comprenden el montado de cañerías, cables de media y alta tensión y electrificación de los mismos. Por otra parte, se incorporaron a la línea Roca unos 300 coches eléctricos 0km, y modernización de estaciones, construcción de viaductos y pasos de bajo nivel.
En 2015 se inauguró el paso bajo nivel en la estación City Bell, en el marco de un total de siete que se ejecutaron en este ramal ferroviario que permitieron mejorar la seguridad operativa de los trenes y garantizará la seguridad del tránsito vehicular. También la presidenta inauguró el viaducto Ringuelet–Tolosa que comprende la construcción del primero de los dos puentes paralelos de 1000 metros de extensión entre las estaciones Ringuelet y Tolosa.
En agosto de 2016 Trenes Argentinos decide suspender los servicios entre las estaciones Alejandro Korn y Chascomús de la línea Roca., aunque ya en 2017 ambos servicios se rehabilitaron con una frecuencia menor hasta nuevo aviso.

### Ferrobaires

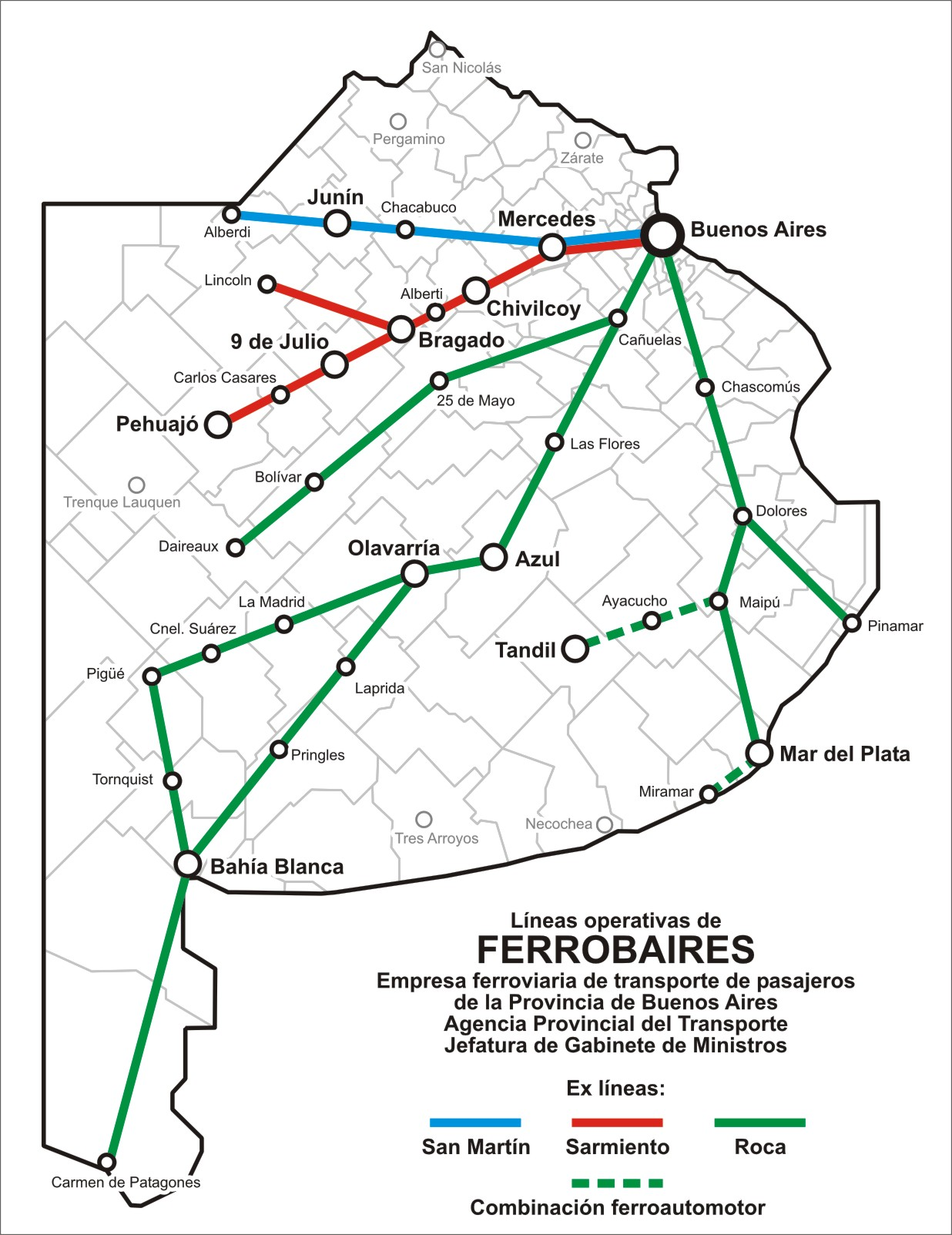
Mapa con los servicios que llegó a operar Ferrobaires.

Para salvar y recuperar parte del transporte interurbano de pasajeros, la provincia de Buenos Aires creó la Unidad Ejecutora del Programa Ferroviario Provincial (U.E.P.F.P.), la cual comenzó a operar distintas líneas a condición de que fuera privatizarlo en 180 días, con lo que la UEPFP sería tan solo un organismo de transición, pero como la privatización no se concretó. En octubre de 2015 el entonces Gobernador Daniel Scioli inauguró obras y reactivó el tren en 25 de Mayo. ese mismo año el presidente de la división de Infraestructura de Ferrocarriles Argentinos, Ariel Franetovich, anunció que las obras de construcción del puente ferroviario sobre el Río Salado tenían un avance del 68%, en el ramal a Mar del Plata. julio de 2012 la UEPFP continúa operando. En 2012 el entonces gobernador Daniel Scioli se pone en marcha un nuevo servicio ahacia el sur de la provincia no solo a la de Tandil, sino también el tren llega San Miguel del Monte, Cañuelas, Las Flores y Rauch.
Tras un accidente ocurrido el 30 de junio de 2016, se decidió suspender todos los servicios de la empresa, para ser transferidos a Trenes Argentinos Operaciones.
Ferrobaires operó los siguientes ramales:
- Plaza Constitución- Mar del Plata- Miramar
- Plaza Constitución- General Guido- General Madariaga - Pinamar
- Plaza Constitución- Bahía Blanca - Carmen de Patagones
- Plaza Constitución- Bolívar - Daireaux
- Plaza Constitución- Tandil- Quequén

### Servicios a Mar del Plata

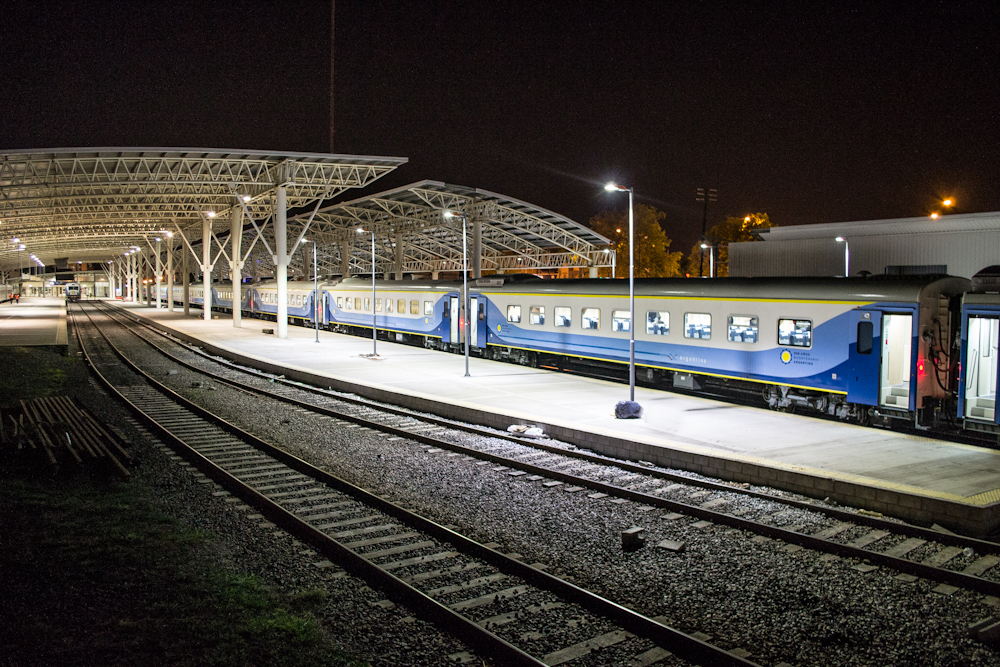
Estación ferroautomotora Eva Perón en Mar del Plata, inaugurada en 2014.

Al comienzo de su gestión, el presidente Néstor Kirchner se reunió con el intendente de Mar del Plata, Daniel Katz, para anunciar la concreción de una serie de obras importantes que nunca se habían concretado, entre ellas, la Estación Ferroautomotora de Mar del Plata. Hasta ese entonces la terminal de ómnibus funcionaba en instalaciones que, además de ser insuficientes para su capacidad operativa, se hallaban en pleno centro de la ciudad, generando problemas de tránsito e incluso de logística para las propias empresas transportistas.
En 2004 una audiencia pública determinó que el predio de Luro y San Juan (Estación de pasajeros del Ferrocarril Roca, cuyo nombre oficial era «Mar del Plata Norte») era el más apto para la construcción de la estación Ferroautomotora. El 27 de junio de 2006 se efectivizó el paso administrativo para el llamado a licitación y se anunció que en 24 meses se concretaría la obra con una inversión de 170 millones de pesos, con 40 dársenas para los ómnibus, 5 andenes para trenes y 1000 puestos de trabajo mientras durara la obra. Una vez finalizada la nueva terminal podría recibir 500 micros y 11 formaciones de trenes por día. El 21 de diciembre de ese año el gobierno adjudicó la construcción, gerenciamiento y explotación de la terminal a la UTE conformada por Otero y Emepa-Ferrovías.
Paralelamente la construcción de la Terminal Ferroautomotora avanzaba firme se dio la incorporación de un nuevo servicio semi-rápido con formaciones españolas Talgo IV. Si bien en un principio se creía que Ferrobaires iba a manejar los trenes importados, la posición del Gobierno Nacional fue dejarla de lado para adjudicar la operación a un concesionario privado, que se esperaba fuera el grupo Ferrocentral S.A. El servicio del Talgo fue finalmente absorbido por la empresa nacional Trenes Argentinos Operaciones.
En diciembre de 2009 la presidenta Cristina Fernández Kirchner inauguró la nueva Terminal Ferroautomotora de Mar del Plata, como parte de los festejos del «Bicentenario». La nueva terminal fue rebautizada con el nombre de «Eva Perón».
El servicio especial Constitución-Mar del Plata, con los nuevos trenes Talgo IV entró en operaciones el 29 de julio de 2011. Las Talgo IV, formaciones adquiridas, tienen pisos alfombrados, baños químicos, asientos reclinables y giratorios, coche cafetería, puertas interiores accionadas electroneumáticamente, luces centrales en los techos, aire acondicionado frío/calor, ventanas herméticas con doble vidrio, entrada para auriculares de sonido en cada uno de los asientos, pantallas de LCD y servicio de cáterin a bordo. Los coches talgo no duraron más de un par de meses en funcionamiento por el deterioro de las vías y señales, lo cual hacia imposible el óptimo rendimiento de las formaciones. Los coches resultantes de una inversión millonaria, fueron sacados de funcionamiento y abandonados.
En 2015 se invirtieron 1300 millones de pesos para cambiar más de 400 km vías en infraestructura ferroviaria y se incorporaron unidades CKD 0 km para todo el ramal. Las obras fueron paralizadas por la caída de un puente sobre el Río Salado.
A principios de 2016, con el trayecto todavía suspendido, un informe oficial reveló que 55 000 durmientes colocados entre los años 2013 y 2015 (tanto para las vías a Mar del Plata como para otras a Rosario) se encontraban defectuosos.  Se realizó un acuerdo con la misma empresa proveedora para reemplazarlos.
En julio de 2017, luego de 2 años de inactividad, el servicio Constitución - Mar del Plata volvió a funcionar con frecuencia diaria, 12 paradas intermedias y una duración total de 6 horas y 45 minutos en su recorrido.
En diciembre de 2018 se inauguró un servicio directo de temporada veraniega entre Buenos Aires y Mar del Plata cuya duración es de 5 horas y 30 minutos.  Su frecuencia es diaria y tiene niveles de ocupación plena durante los meses de enero y febrero. En julio de 2019 se sumó otro servicio para las vacaciones de invierno con 12 paradas intermedias, durante los días sábados, domingos y lunes.

### Servicio Turístico - El Viejo Expreso Patagónico
El gobierno chubutense, prestando atención a la potencialidad turística de "La Trochita" (ramal clausurado en 1993), tomó a su cargo una circulación semanal entre las localidades de El Maitén y Esquel a partir de febrero de 1994, con carácter de fomento turístico y con sus máquinas pintadas a nuevo. La «trochita» de Jacobacci a Esquel, había logrado salvarse, dado que había logrado constituir en atracción turística desde los años ´70, siendo cerrada en 1992. Sin embargo, la protesta a nivel nacional e incluso internacional fue tan importante, que los gobiernos provinciales se unieron para mantener la línea en funcionamiento.
Entre las particularidades del Ferrocarril General Roca se cuenta la existencia de una línea de trocha económica, de 75 centímetros de ancho, que une las localidades de Ingeniero Jacobacci, en la provincia de Río Negro, y Esquel, en la provincia del Chubut. Por sus vías circulan hasta el día de hoy las locomotoras de vapor originales adquiridas para servir este trayecto durante los primeros años de la década de 1920.
Conocida localmente como La Trochita, y oficial e internacionalmente como Viejo Expreso Patagónico, el ramal constituye un importante atractivo turístico por ser uno de los únicos de su tipo, además de su singular trayecto y la multitud de paisajes que recorre. Precisamente por su importancia turística y el arraigo que tiene en la población local, fue uno de los pocos servicios que sobrevivieron a la clausura dispuesta por el entonces presidente Carlos Saúl Menem al disolverse Ferrocarriles Argentinos, propietaria y operadora hasta ese momento de toda la red, solo se construyó lo que hoy se conoce como La Trochita.[cita requerida]
Partiendo el tendido de las vías desde Ingeniero Jacobacci, por donde ya pasaba el ramal de trocha ancha que unía San Carlos de Bariloche con San Antonio Oeste —luego extendido hasta Viedma—, los primeros tramos de La Trochita fueron completados en 1935. En 1941 las vías llegaron hasta El Maitén, para alcanzar finalmente la localidad de Esquel en 1945. A partir de ese momento y hasta 1950 funcionó exclusivamente como un servicio de cargas que transportaba mercaderías desde y hacia los pueblos a los que servía.
En 1950 se inauguró el servicio de pasajeros, que por tres décadas tuvo una intensa actividad, llegando a circular tres servicios diarios. Los materiales para la construcción de la represa hidroeléctrica de Futaleufú fueron transportados por La Trochita, muestra del papel preponderante que cumplía este ramal en el desarrollo de la región. El otro ramal de trocha angosta que iba de Puerto Madryn a Estación Alto de Las Plumas, quedando inconclusa la unión de ambos.[cita requerida] Esta última línea fue levantada en 1961, durante la presidencia de Arturo Frondizi.Los servicios continuaron hasta que se decidió la clausura del ramal en 1992, haciéndose efectiva en 1993; la misma situación se daba en todos los ramales y líneas del interior de Argentina, muchos de los cuales ya se encontraban en estado de abandono.[cita requerida]
Ante la repercusión local, nacional e internacional del caso y el carácter especial del ramal, los gobiernos de Chubut y Río Negro se hicieron cargo en forma conjunta de su explotación para asegurar la continuidad del servicio. Posteriores conflictos hicieron que el tren dejara de llegar regularmente a Ingeniero Jacobacci, circulando hoy en día íntegramente en territorio chubutense.
La Trochita fue declarada Monumento Histórico Nacional como corolario de una propuesta impulsada por la Comisión Nacional de Museos y de Monumentos y Lugares Históricos.

## Actuales Servicios de Pasajeros

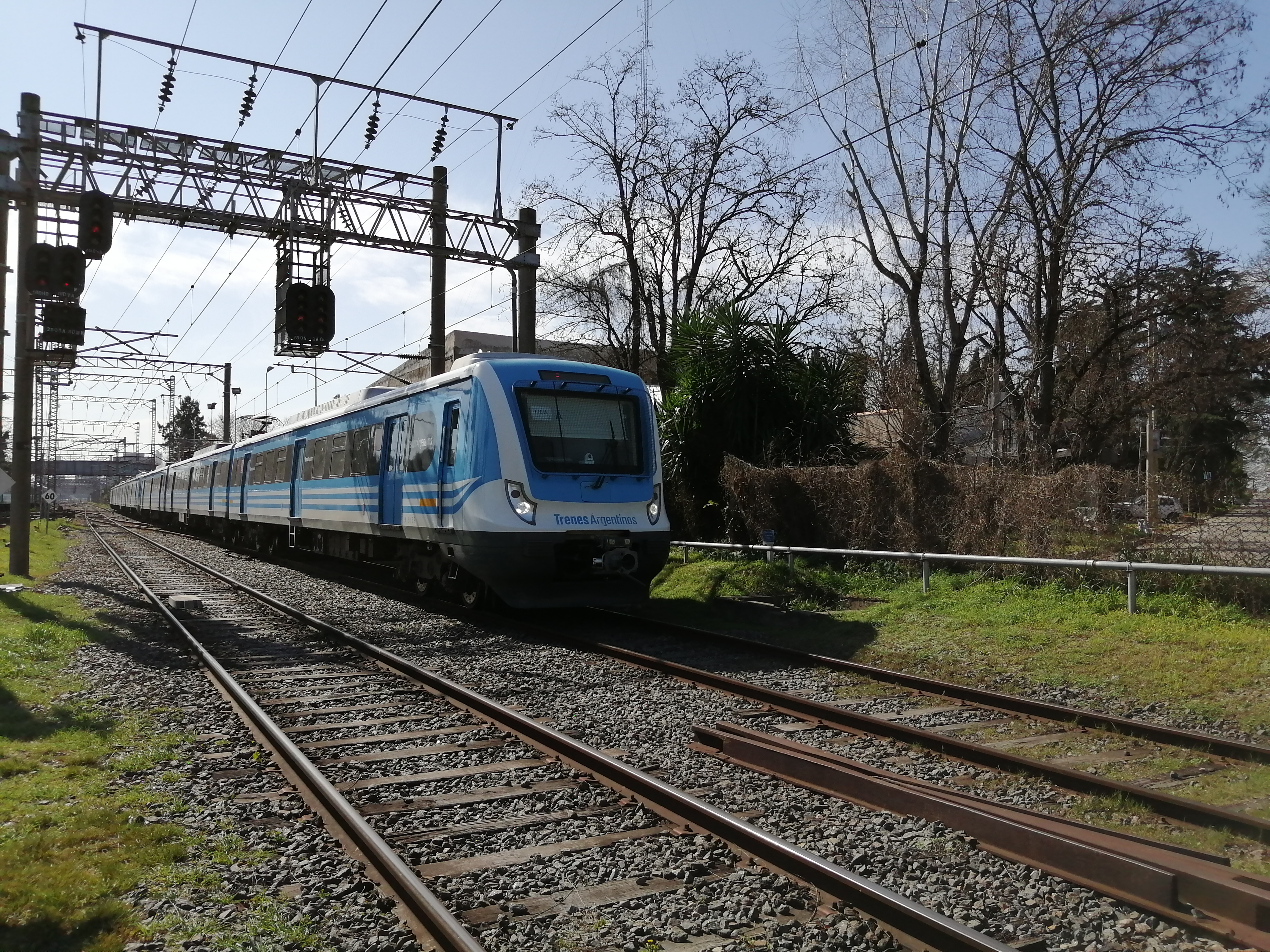
Tren del servicio suburbano del Ferrocarril General Roca en el ramal Plaza Constitución - Alejandro Korn llegando a la estación Adrogué en dirección a Alejandro Korn

### Servicios suburbanos en el Gran Buenos Aires
El sector metropolitano del Ferrocarril Roca constituye una de las siete líneas que cubren el servicio suburbano de trenes del Gran Buenos Aires. La Línea General Roca está formada por cuatro ramales electrificados, desde la Estación Constitución hasta sus cabeceras en Ezeiza, Alejandro Korn, La Plata y Bosques (vía Temperley y Quilmes) y uno que une Temperley con Haedo con trenes traccionados a diésel. En 2015 fue la inauguración del primer tramo de electrificación del ramal ferroviario Constitución-Quilmes de la línea Roca, obra paralizada durante 42 años. La obra de electrificación se completó en octubre de 2017, beneficiando a los usuarios de las estaciones Ardigó, Florencio Varela, Zeballos y Bosques. En octubre de 2018 se finalizaron las obras entre la estación Bosques y Berazategui y ahora el recorrido se hace en sentido horario desde Plaza Constitución-Bosques-Plaza Constitución.
Tradicionalmente fue a diésel entre la Capital Federal y el partido de La Plata. En 2014 durante el gobierno de Kirchner se iniciaron los trabajos para la electrificación de los 52,6 kilómetros de vía doble del ramal La Plata y contemplan la intervención de las vías 1 y 2 de los ramales a Temperley y La Plata la obra encarada por el Estado Nacional implicó una inversión de 500 millones de dólares, es parte de la electrificación de 52,6 km de vía doble que unirán la Capital Federal con La Plata, terminando así una obra prometida hace más de 40 años. Incluyen obras de infraestructura, como la finalización de la primera etapa del viaducto de Ringuelet, que consiste en eliminar los terraplenes existentes en la zona, y la elevación de más de mil metros de vía doble para mejorar la circulación.

### Servicios interurbanos y de larga distancia

#### Ramal Temperley-General Alvear  (suspendido desde diciembre de 2017)
Cumple un servicio suburbano semanal de larga distancia traccionado a diésel desde la Estación Temperley hacia la ciudad de General Alvear. Cuenta con 14 estaciones. Dos veces por semana el servicio parte/termina en la estación Saladillo.
|  |  | CONTg |

|  |  | DST |

|  |  | SKRZ-Ao |

|  | CONTgq | ABZgr |  |

|  |  | ABZgl | CONTfq |

|  |  | ABZgl | CONTfq |

|  |  | SKRZ-Au |

|  |  | BHF |

|  |  | ABZgl | CONTfq |

|  |  | HST |

|  | CONTg | BUE |  |

|  | STRl | ABZg+r |  |

|  |  | HST |

|  | STR+l | ABZgr |  |

|  | CONTf | BHF |  |

|  |  | SKRZ-Au |

|  |  | SKRZ-Au |

|  |  | hKRZWae |

|  |  | HST |

|  |  | hKRZWae |

|  |  | BHF |

|  |  | HST |

|  |  | HST |

|  |  | DST |

|  | exCONTgq | eABZgr |  |

|  |  | BUE |

|  |  | HST |

|  |  | HST |

|  |  | KDSTxe |

|  |  | exCONTf |

#### Ramal Constitución-Mar del Plata

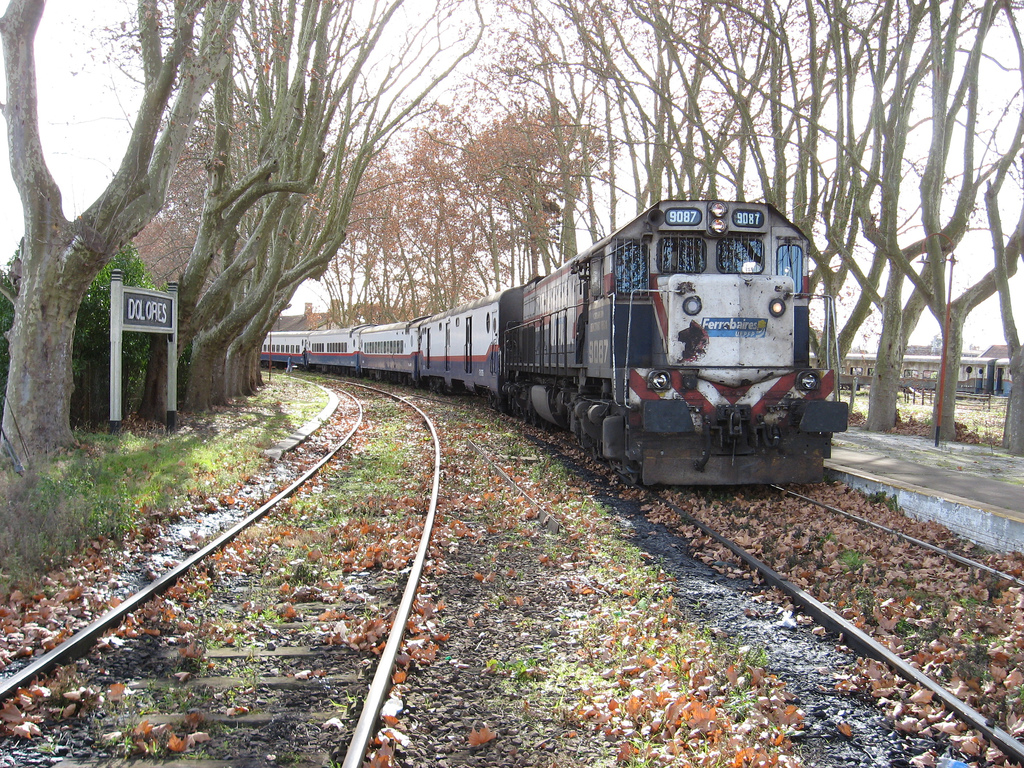
Tren #305 de la empresa Ferrobaires en su ingreso a la Estación Dolores con destino a la ciudad de Mar del Plata.

A 2016 el servicio se encuentra suspendido por renovación de trenes que sería llevada a cabo por la presidenta de la Nación Cristina Fernández de Kirchner. Durante su gobierno se compraron los nuevos trenes argentinos y comenzaron las obras. Finalmente, el 3 de julio de 2017, el servicio volvió a funcionar con una reinauguración encabezada por la gobernadora de la Provincia de Buenos Aires, María Eugenia Vidal

#### Ramal Constitución - Bahía Blanca  (suspendido desde marzo de 2023)

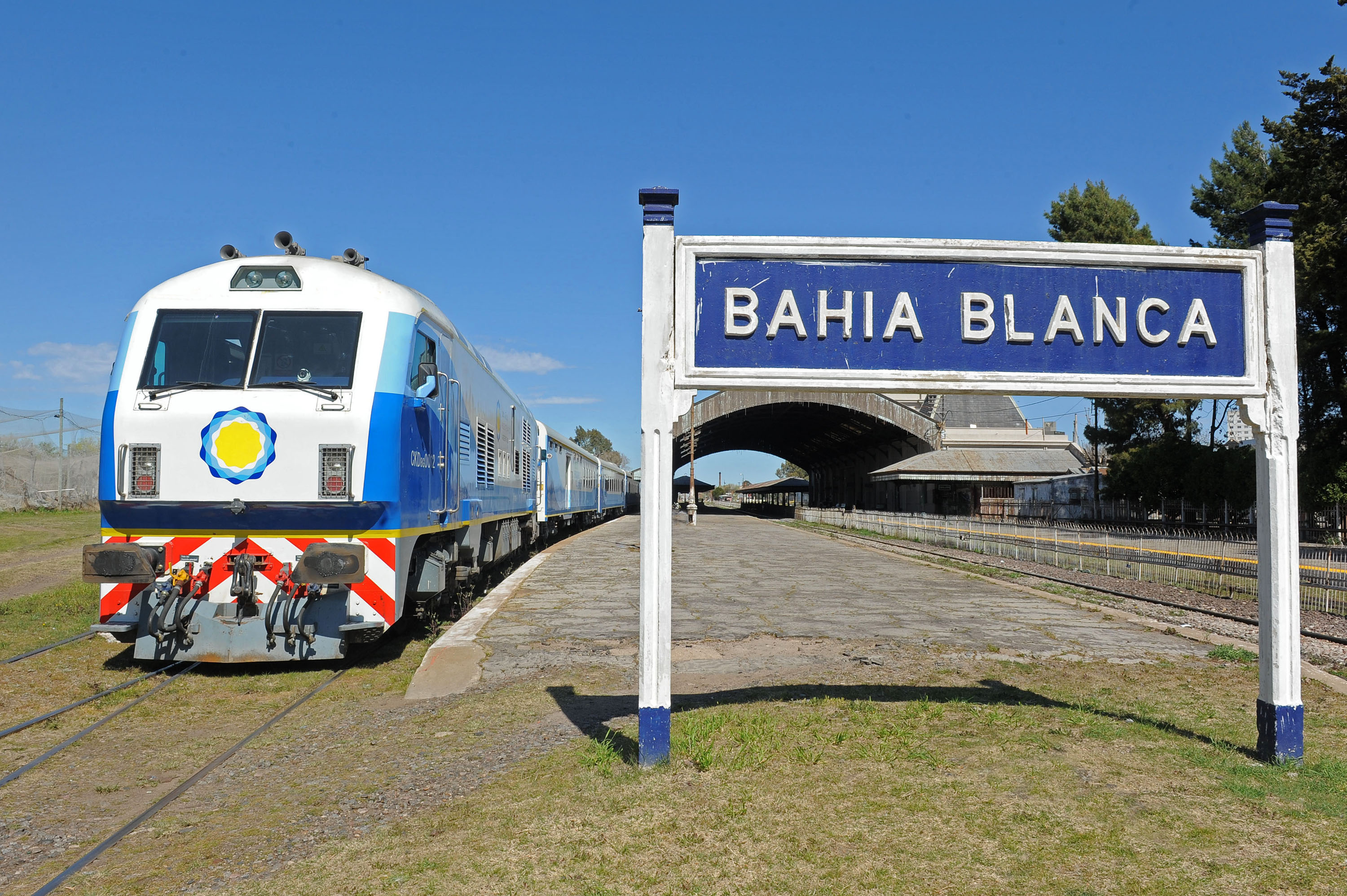
Tren en estación Bahía Blanca Sud

El servicio de Buenos Aires a Bahía Blanca, o Tren Bahiense, es un servicio ferroviario de pasajeros de larga distancia que une las ciudades mencionadas atravesando gran parte de la provincia argentina de Buenos Aires.
La operación del servicio la realiza la empresa estatal Trenes Argentinos Operaciones, corriendo semanalmente un tren entre las estaciones Plaza Constitución y Bahía Blanca Sud y viceversa, observando paradas intermedias en las estaciones Monte, Las Flores, Azul, Olavarría, General La Madrid, Coronel Suárez, Pigüé y Tornquist, a lo largo de aproximadamente 680 kilómetros de vías.
La ciudad de Bahía Blanca contó desde 1884 con servicios ferroviarios de cargas y pasajeros desde y hasta distintos puntos del país.
Desde 1992, la empresa Ferroexpreso Pampeano (FEPSA) mantiene la concesión de la vía entre Olavarría y Bahía Blanca, entre otros ramales, para su operación y corrida de trenes de cargas. En tanto, la empresa Ferrosur Roca S.A. hace lo propio desde 1993 con la vía entre Cañuelas y Olavarría, entre otros ramales, para su operación y corrida de trenes de cargas. Hacia 1993, la empresa estatal Ferrocarriles Argentinos contaba con un servicio diario por vía La Madrid, El Zapalero, el cual continuaba hasta las ciudades de Neuquén y Zapala.
En dicho año se transfirieron gran parte de los servicios ferroviarios de pasajeros de larga distancia en la provincia de Buenos Aires a la empresa provincial Ferrobaires, la cual mantuvo tres servicios semanales en ambos sentidos entre Buenos Aires y Bahía Blanca, por vía La Madrid, entre otros servicios. Hacia julio de 2016 se decretó la suspensión de los servicios de la empresa Ferrobaires por deficiencias en su material remolcado y tractivo, e impulsó su traspaso a la órbita nacional.
El 18 de septiembre de 2015 partió de Plaza Constitución el servicio inaugural con trenes 0 km adquiridos a China, entre Buenos Aires y Bahía Blanca. Luego de poco más de 12 horas y media de recorrido, el servicio llegó a destino sin inconvenientes y con gran presencia de la prensa y los vecinos que se acercaban a las estaciones.
A partir del 29 de julio de 2016 se agregó la detención en la estación La Madrid, la cual hasta ese momento no contaba con la detención del tren chino.

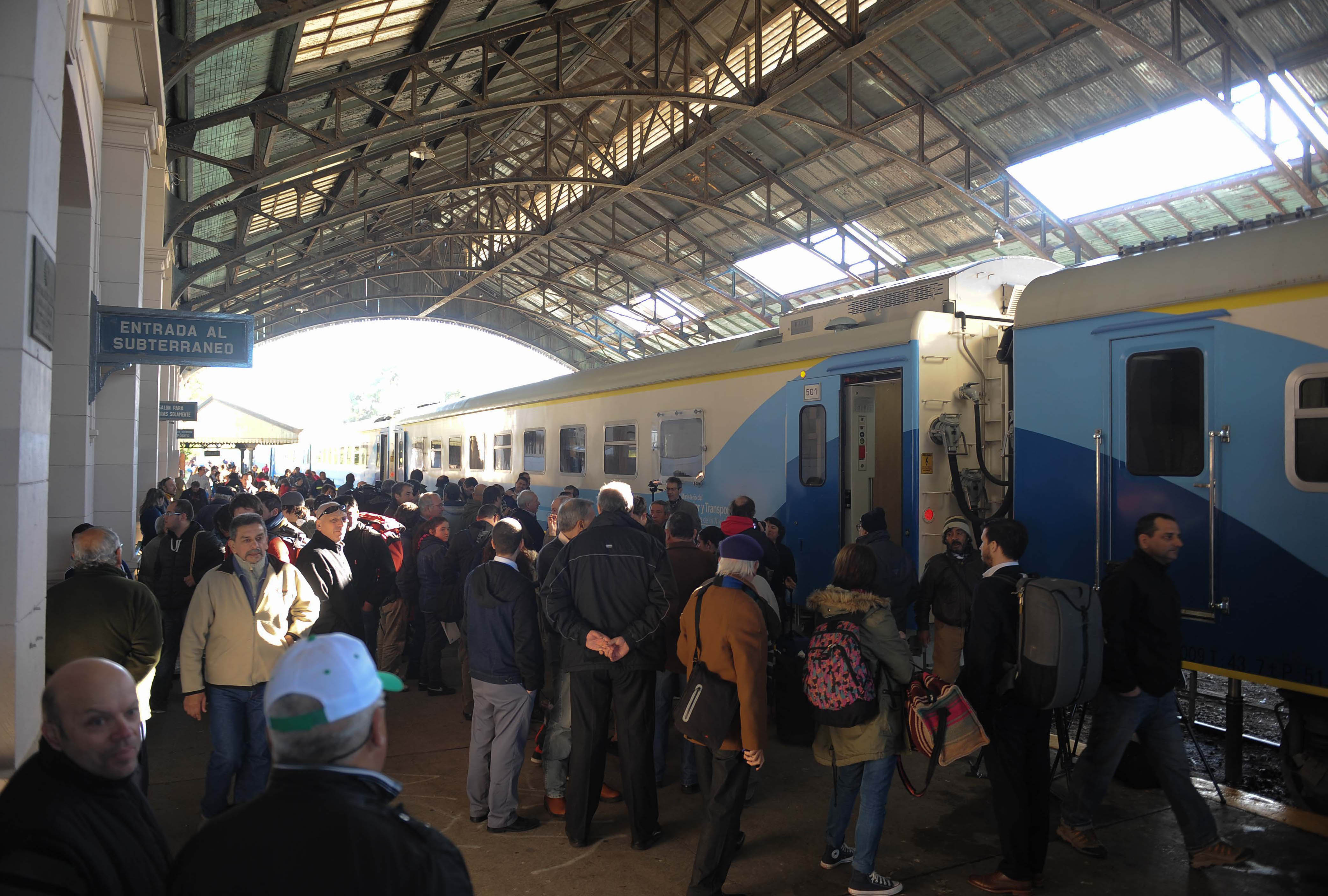
Partida del primer tren chino hacia Buenos Aires.

En julio de 2019, el servicio contaba con las siguientes frecuencias:
- Plaza Constitución - Bahía Blanca Sud (Tren 333): Días lunes, miércoles y viernes, 19:53 (llega días martes, jueves y sábados a las 08:47)
- Bahía Blanca Sud - Plaza Constitución (Tren 334): Días martes, jueves y domingos, 21:15 (llega días miércoles, viernes y lunes 10:03)

#### Ramal Viedma-San Carlos de Bariloche
Cumple un servicio interurbano semanal de larga distancia traccionado a diésel entre Viedma y la ciudad de San Carlos de Bariloche. Abarca 12 estaciones. En 2014 el ramal ferroviario entre Viedma y Bariloche duplicó los servicios al adquirir un "coche-motor". En 2015 el servicio fue extendido, como ramal asociado, para llegar a la localidad de Cinco Saltos y Cipolleti por el norte.
|  | CONTg |

|  | hKRZWae |

|  | DST |

|  | eHST |

|  | eHST |

|  | HST |

|  | SKRZ-Au |

|  | eHST |

|  | eHST |

|  | SKRZ-Au |

| STR+l | STRr |  |

| STR | KBHFa |  |

| STRl | ABZgr+xr |  |

|  | SKRZ-Au |

|  | eHST |

|  | eHST |

|  | eHST |

|  | eHST |

|  | eHST |

|  | BHF |

|  | hKRZWae |

|  | eHST |

|  | hKRZWae |

|  | eHST |

|  | eHST |

|  | eHST |

|  | BHF |

|  | SKRZ-Au |

|  | BHF |

|  | eHST |

|  | SKRZ-Au |

|  | BHF |

|  | eHST |

|  | eHST |

|  | BHF |

|  | eHST |

|  | BHF |

|  | STR |

|  | mABZgl | uCONTfq |

|  | HST |

|  | BHF |

|  | hKRZWae |

|  | eHST |

|  | SKRZ-Au |

|  | BHF |

|  | hKRZWae |

|  | eHST |

|  | eHST |

|  | eHST |

|  | hKRZWae |

|  | KDSTe |

## Imágenes

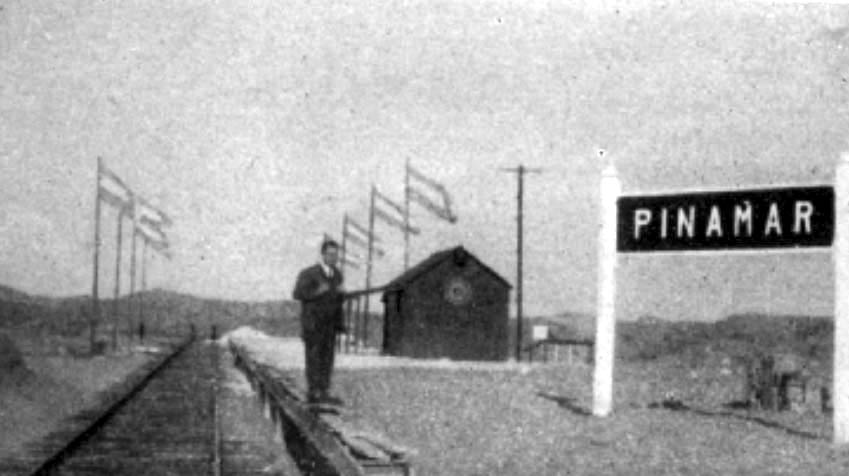
Estación Pinamar, al momento de su inauguración.
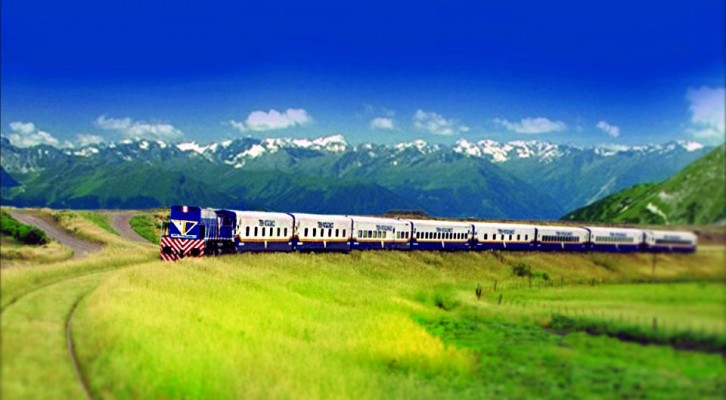
Tren Patagónico.
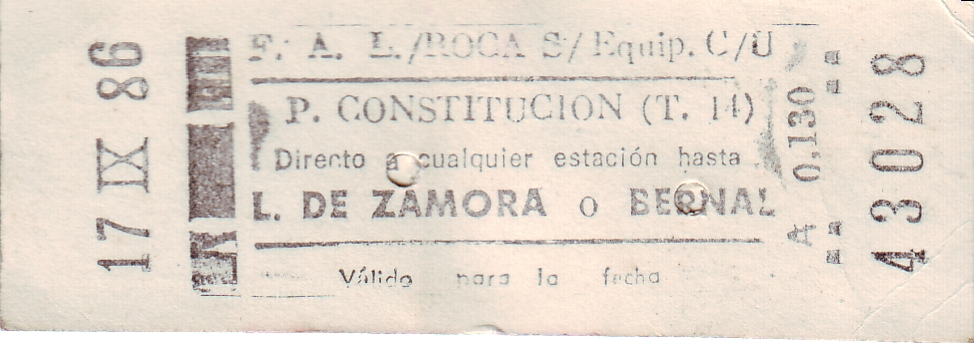
Boleto Plaza Constitución - Lomas de Zamora o Bernal emitida en 1986.
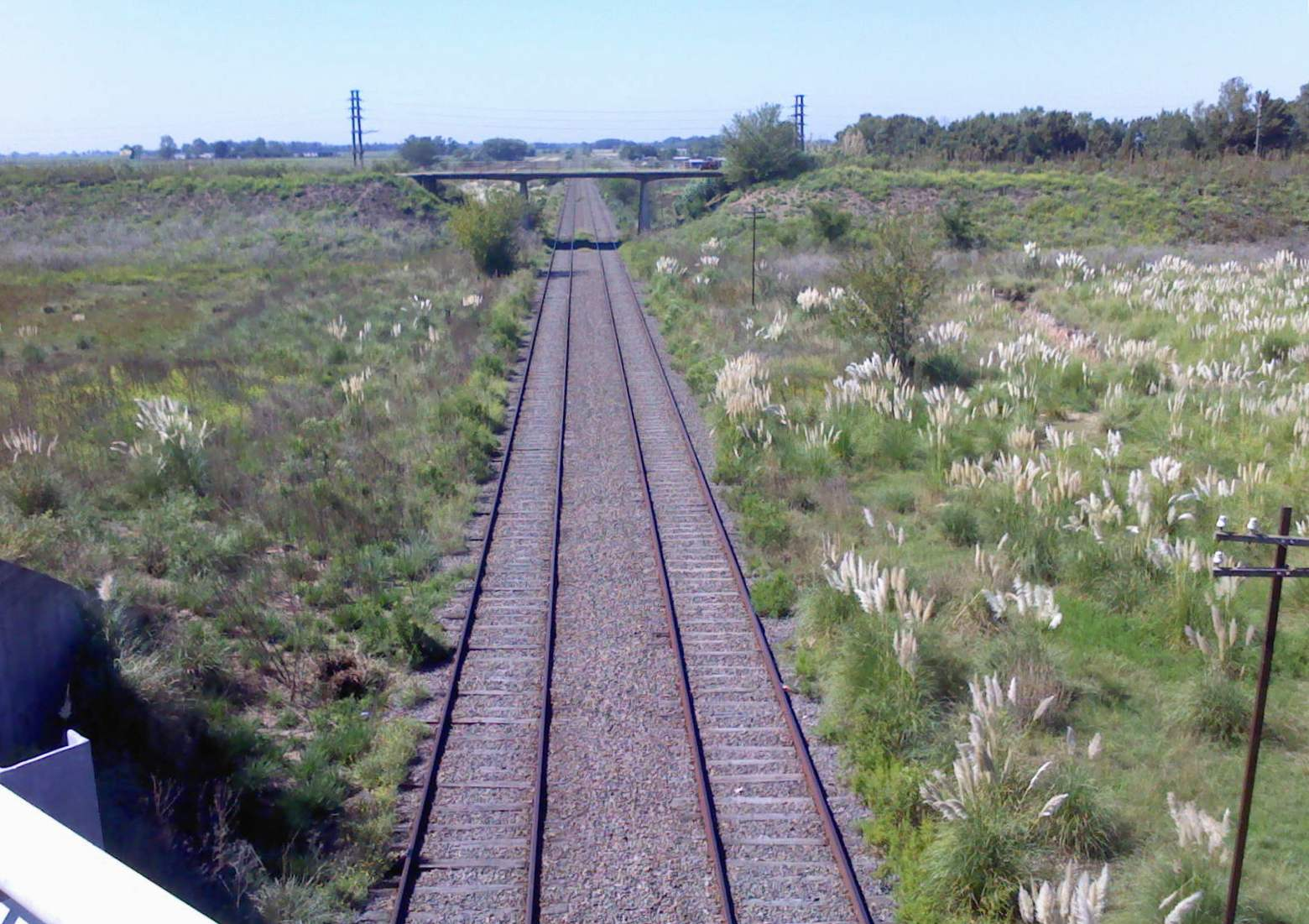
Vista de las vías del FCGR (sentido a Mar del Plata) desde el puente de la Ruta Provincial 6.
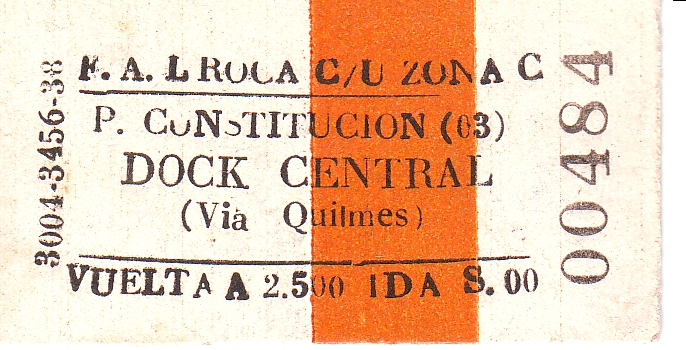
Boleto válido entre Plaza Constitución y la clausurada Estación Dock Central (Partido de Ensenada) emitida en 1992, Anverso
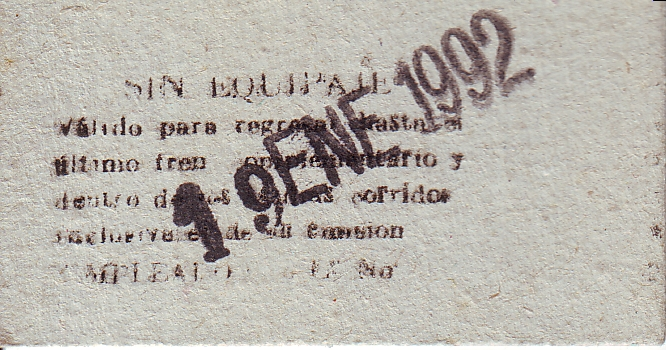
Boleto Plaza Constitución - Estación Dock Central emitida en 1992, Reverso.
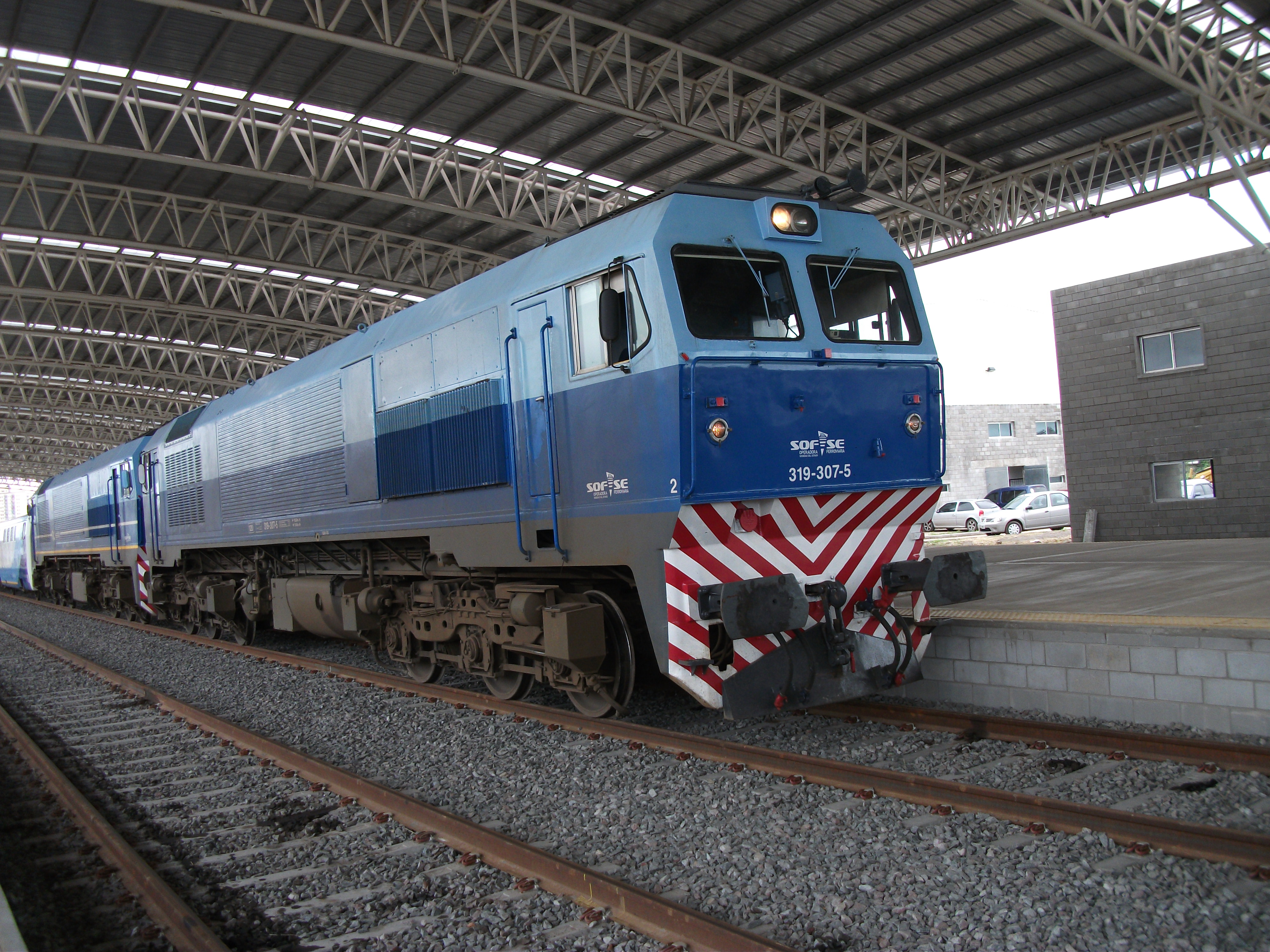
Servicio Especial con Trenes Talgo IV, operados por SOFSE, en la Terminal Ferroautomotora Mar del Plata.